# Candomblé
Candomblé é uma religião afro-brasileira que se desenvolveu durante o século XIX através de um processo de sincretismo entre várias das religiões tradicionais da África Ocidental, especialmente as de iorubá, banta e bês. Há também alguma influência da forma católica romana de cristianismo. Não existe uma autoridade central no controle do candomblé, que se organiza em torno de terreiros autônomos. As nações mais proeminentes são queto, jeje e banto.
O candomblé se desenvolveu entre as comunidades afro-brasileiras em meio ao comércio atlântico de escravos dos séculos XVI a XIX. Surgiu através da mistura das religiões tradicionais trazidas para o Brasil pelos escravizados africanos ocidentais e centrais, a maioria deles iorubás, fons e bantus, e os ensinamentos católicos romanos dos colonizadores portugueses que então controlavam a área. Ele se formou principalmente na região da Bahia durante o século XIX. Em alguns lugares, fundiu-se com outra religião afro-brasileira, a umbanda. A constituição de 1891 consagrou a liberdade de religião no país, embora o candomblé permanecesse marginalizado pelo domínio católico romano, que normalmente o associava à criminalidade. No século XX, a crescente emigração baiana difundiu o candomblé no Brasil e no exterior. No final do século XX, surgiram crescentes ligações entre o candomblé e tradições relacionadas na África Ocidental e nas Américas, como a santería cubana e o vodu haitiano. Desde então, alguns praticantes enfatizaram um processo de re-africanização para remover as influências católicas romanas e criar formas de candomblé mais próximas da religião tradicional da África Ocidental.
O candomblé possui aspectos tanto de monoteísmo quanto de politeísmo, envolvendo a veneração de um Deus Supremo (Olorum, Mawu-Lissá, ou Zambi, dependendo da nação) e o culto de seus intermediários, ancestrais divinizados ou forças da natureza personificadas, conhecidos como orixás (nação queto), voduns (nação jeje) ou inquices (nação banto). Derivando seus nomes e atributos de divindades tradicionais da África Ocidental, eles foram por vezes equiparados aos santos católicos romanos em sincretismos. Vários mitos são contados sobre esses orixás, considerados subservientes a uma divindade criadora transcendente. Acredita-se que cada indivíduo tenha um orixá tutelar que está ligado a ele desde antes do nascimento e que informa sua personalidade. Um ritual central envolve praticantes tocando tambores, cantando e dançando para encorajar um orixá a possuir um de seus membros. Eles acreditam que, por meio desse indivíduo possuído, podem se comunicar diretamente com uma divindade. As oferendas aos orixás incluem frutas e animais sacrificados. Oferendas também são dadas a uma variedade de outros espíritos, incluindo boiadero, preto velho, caboclos e os espíritos dos mortos, o egun. Diversas formas de adivinhação são utilizadas para decifrar as mensagens dos orixás. Rituais de cura e preparação de amuletos e remédios e banhos de ervas também desempenham um papel de destaque.
Sendo uma religião de tradição iniciática, os membros do candomblé costumam se reunir em templos conhecidos como terreiros administrados por sacerdotes chamados babalorixás e sacerdotisas chamadas ialorixás. Cada terreiro é autônomo, embora possa ser dividido em denominações distintas, conhecidas como nações, a partir das quais o sistema de crenças tradicionais da África Ocidental tem sido sua principal influência. Existem cerca de 170 mil praticantes no Brasil, embora existam comunidades menores em outros lugares, especialmente em outras partes da América do Sul. Tanto no Brasil quanto no exterior o candomblé se expandiu para além de suas origens afro-brasileiras e é praticado por indivíduos de várias etnias.

## Definição e terminologia

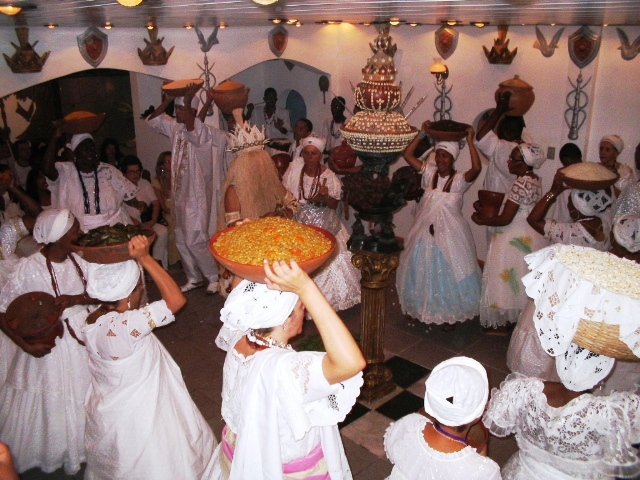
Um ritual de candomblé em 2008

O candomblé é uma religião. Mais especificamente, tem sido descrita como uma "religião afro-americana", uma religião afro-brasileira, uma religião "neo-africana", "uma religião africana de possessão do espírito diaspórico",  e "uma das principais expressões religiosas da diáspora africana". O antropólogo Paul Christopher Johnson afirmou que, "em seu nível mais básico", o candomblé pode ser definido como "a prática de troca com os orixás"; a estudiosa Joana Bahia a chamou de "a religião dos orixás". Johnson também o definiu como "uma redação brasileira das religiões da África Ocidental recriada no contexto radicalmente novo de uma colônia de escravos católicos do século XIX". O termo candomblé provavelmente derivou de um kandombele, um termo derivado do bantu para "danças", que também se desenvolveu no termo candombe, usado para descrever um estilo de dança entre comunidades afrodescendentes na Argentina e no Uruguai.
Várias religiões nas Américas surgiram através da mistura das tradições da África Ocidental com o catolicismo romano; devido às suas origens compartilhadas, a santería cubana e o vodu haitiano foram descritos como "religiões irmãs" do candomblé. No Brasil, foi a religião tradicional iorubá que eventualmente se tornou dominante sobre a religião afro-brasileira. O candomblé não é a única religião afro-brasileira, estando intimamente relacionada com outra que também surgiu no século XIX e envolve o culto aos orixás, a umbanda, que geralmente é mais aberta e pública do que o candomblé; enquanto este última emprega canções em línguas africanas, as canções religiosas da umbanda são cantadas em português. Como resultado, o candomblé é muitas vezes considerado "mais africano" do que a umbanda. O termo "umbandomblé" às vezes é aplicado a grupos que mesclam elementos de ambas as tradições, embora seja raramente adotado pelos próprios praticantes. Outra religião afro-brasileira é a quimbanda, que está associada principalmente ao Rio de Janeiro, enquanto o termo macumba tem sido usado principalmente para descrever as tradições afro-brasileiras que lidam com espíritos inferiores, os exus. O candomblé também foi influenciado pelo espiritismo, embora muitos espíritas façam questão de distinguir sua tradição das religiões afro-brasileiras. Os estudiosos geralmente consideram essas diferentes tradições afro-brasileiras como existentes em um continuum, em vez de serem firmemente distintas umas das outras.

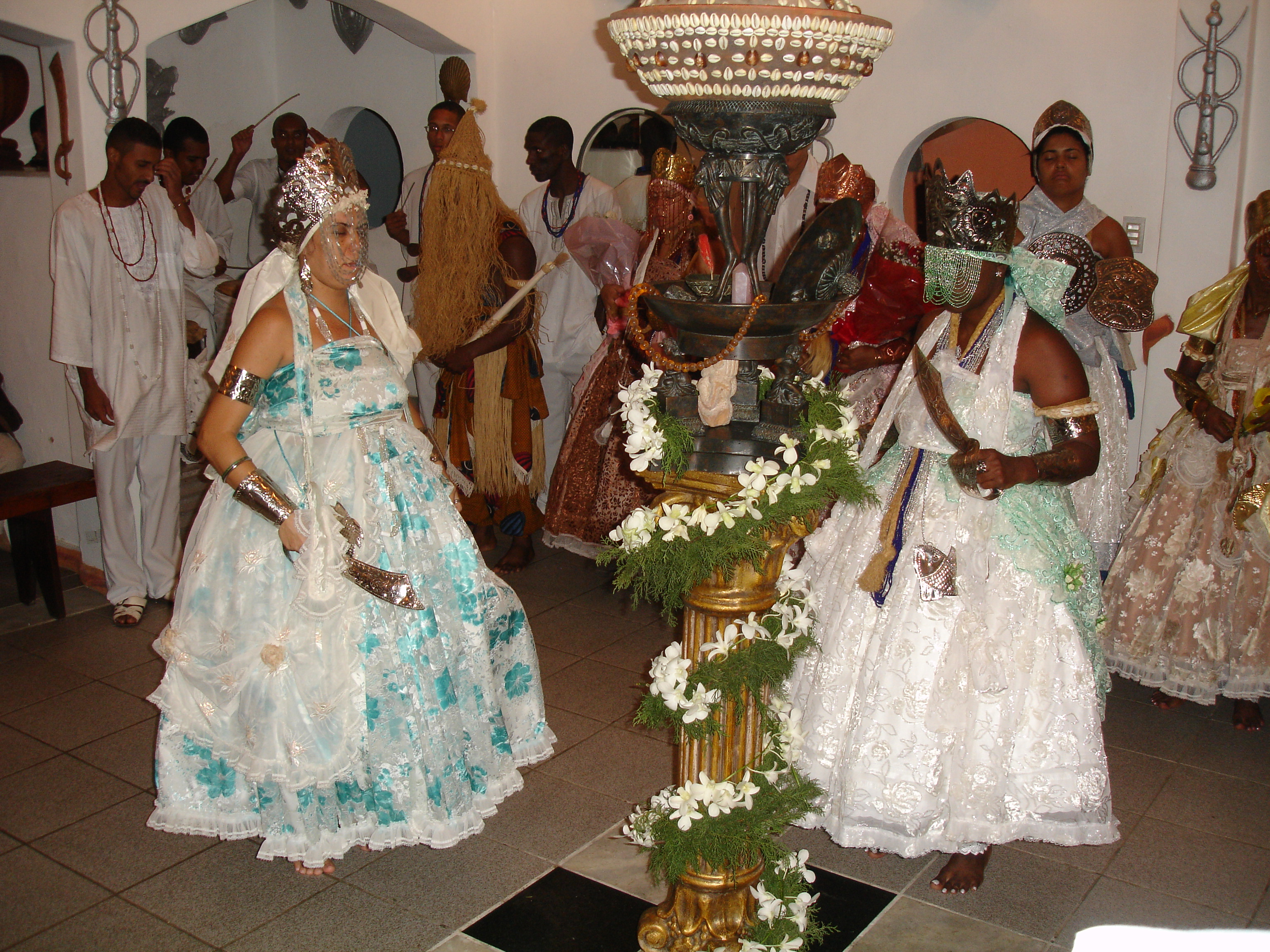
Um ritual de candomblé em 2008

O candomblé se divide em diferentes tradições conhecidas como nacões. Os três mais proeminentes são ketu (queto) ou nagô, jeje (gege) ou mina-jeje, e banto; outros incluem o ijexá e o caboclo. Cada um deriva influência particular de um determinado grupo linguístico africano; o queto usa o iorubá, o jeje usa a língua jeje e o bantu se baseia no grupo de línguas bantas. Cada nação tem seu próprio léxico, cantos, divindades, objetos sagrados e conhecimento tradicional, informados por suas origens etnolinguísticas. Apesar de originar-se entre diferenças étnicas, isso tem se desgastado ao longo do tempo, com membros atraídos para diferentes nações por razões diferentes da herança étnica. Em 2012, a nação queto era descrita como a maior. A nação bantu é por vezes caracterizada como sendo a mais sincrética.
O candomblé não é institucionalizado, não havendo uma autoridade central na religião para determinar a doutrina e a ortodoxia. É heterogêneo e não tem nenhum texto ou dogma sagrado central, com variação regional nas crenças e práticas. Cada linhagem ou comunidade de praticantes é autônoma, abordando a religião de maneiras informadas por sua tradição e pelas escolhas de seu líder. Alguns praticantes também se referem a ele como uma forma de ciência.

### Praticantes
Os seguidores do candomblé às vezes são chamados de povo de santo, ou candomblecistas. Um indivíduo que deu passos em direção à iniciação, mas ainda não passou por esse processo, é chamado de abiã. Um iniciado mais novo é conhecido como iaô e um iniciado mais antigo é conhecido como ebomi. No candomblé, um sacerdote homem é conhecido como babalorixá, uma sacerdotisa como iyalorixá, ou alternativamente como makota ou nêngua. A escolha do termo usado pode indicar a qual nação uma pessoa pertence.
A maioria dos adeptos do candomblé também pratica o catolicismo romano e alguns sacerdotes e sacerdotisas não iniciam ninguém no candomblé que não seja um católico romano batizado. Alguns frequentam tanto os rituais do candomblé quanto os cultos protestantes evangélicos. O sincretismo pode ser observado de outras maneiras. O antropólogo Jim Wafer observou um praticante brasileiro que incluiu uma estátua da divindade budista maaiana Budai em seu altar, enquanto Arnaud Halloy encontrou um terreiro belga que estava incorporando personagens das mitologias galesa e eslava em sua prática, e a estudiosa Joana Bahia encontrou praticantes na Alemanha que também praticavam o budismo e várias práticas da Nova Era.

## Crenças
O conhecimento sobre as crenças e práticas do candomblé é chamado de fundamentos e é guardado pelos praticantes. A terminologia iorubá predomina amplamente, mesmo em terreiros de outras nações 

### Olorun e os orixás
No Candomblé, a divindade suprema chama-se Olorun ou Olodumare. Esta entidade é considerada o criador de tudo, mas distante e inacessível. Olorun não é, portanto, especificamente cultuado no candomblé.

#### Orixás

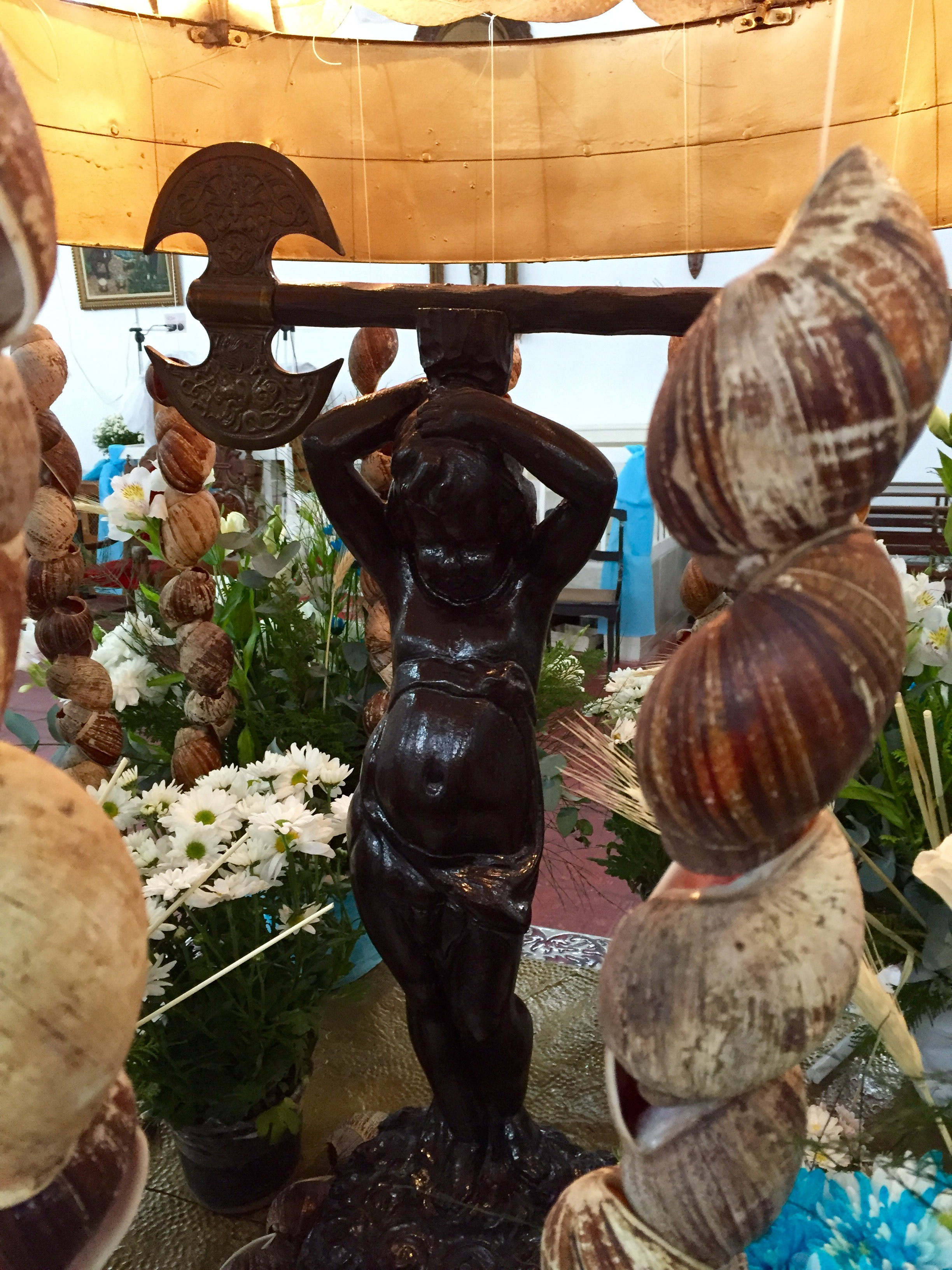
Uma estátua representando o orixá Xangô dentro de um terreiro de candomblé em São Paulo; distingue-se por possuir um machado de duas pontas, o oxê

O candomblé concentra-se na adoração de espíritos denominados orixás ou santos. Os masculinos são denominados aborôs, os femininos iabás. Estes foram concebidos de forma variada como figuras ancestrais ou incorporações de forças da natureza. Cerca de 12 orixás são figuras bem desenvolvidas no panteão do candomblé e reconhecidas pela maioria dos praticantes. Embora geralmente recebam nomes iorubá, na nação jeje eles recebem nomes fon.
Acredita-se que os orixás façam a mediação entre a humanidade e Olorun. Os orixás são entendidos como moralmente ambíguos, cada um com suas virtudes e defeitos; eles às vezes estão em conflito com outros orixás. No candomblé, a relação entre os orixás e a humanidade é vista como de interdependência, com os praticantes buscando construir relações harmoniosas com essas divindades, garantindo assim sua proteção. Cada orixá está associado a cores, alimentos, animais e minerais específicos, favorecendo certas oferendas. Cada orixá está associado a um determinado dia da semana; o sacerdócio também afirma que cada ano é regido por um orixá específico que influenciará os eventos que ocorrem dentro dele. Suas personalidades são informadas por uma oposição conceitual chave no candomblé, a do frio versus o quente.
Oxalá é o orixá chefe, retratado como um velho frágil que anda com um cetro de pachorô como bengala. Os praticantes geralmente acreditam que Olorun o encarregou de criar a humanidade. Em alguns relatos, todos os orixás são filhos de Oxalá e uma de suas duas esposas, Nanã e Iemanjá. Este trio está associado à água; Oxalá com a água doce, Nanã com a chuva e Iemanjá com o mar. Outros relatos apresentam essa cosmogonia de maneira diferente, por exemplo, afirmando que Oxalá foi o pai de todos os outros orixás sozinho, tendo criado o mundo a partir de um pudim de mingau. Uma alegação alternativa entre os praticantes é que Nanã é a avó de Oxalá e mãe de Iemanjá, esta última tornando-se mãe e esposa de Oxalá.

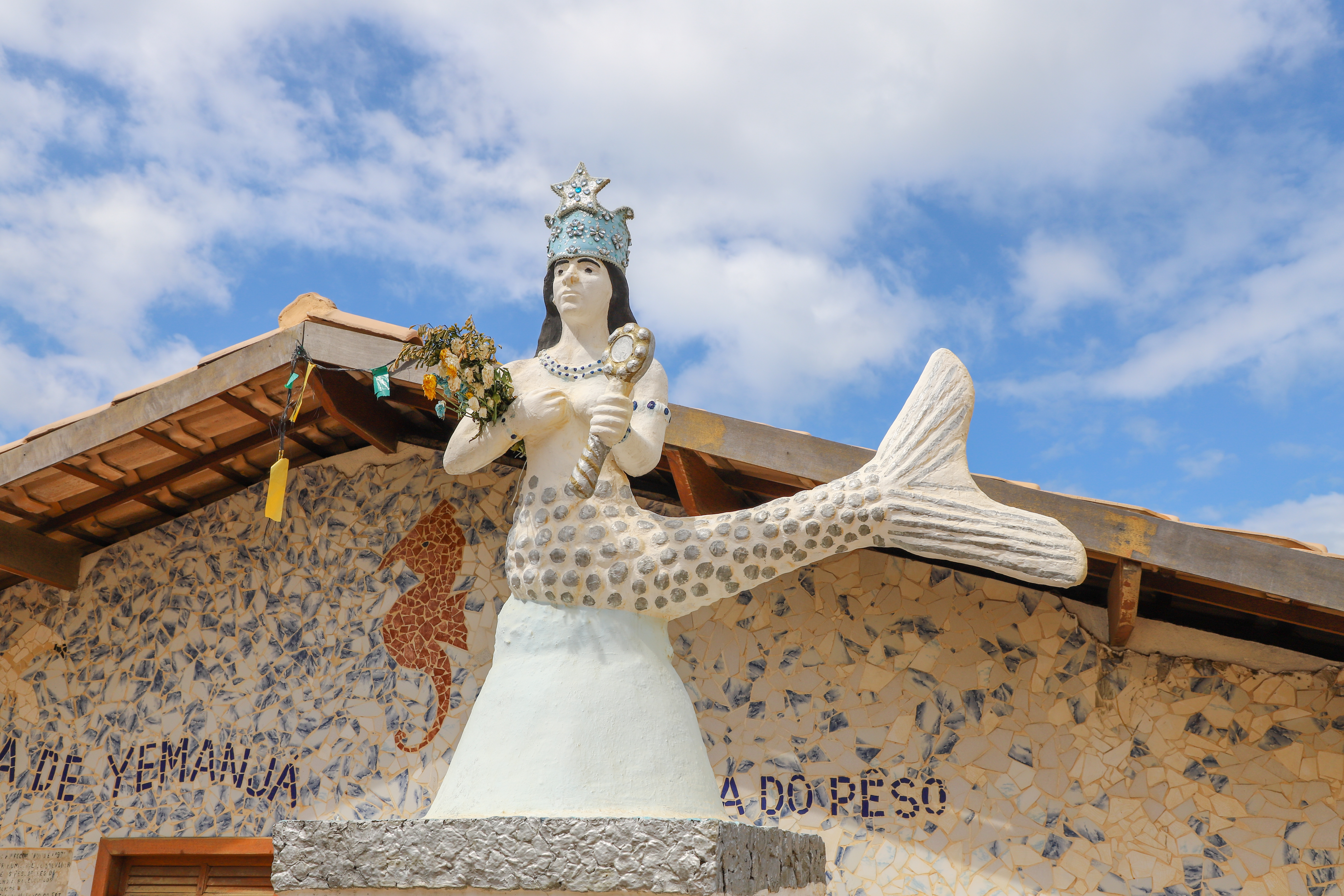
Uma estátua de Iemanjá em Salvador

Xangô é o orixá associado ao trovão e ao relâmpago; uma de suas esposas é Obá, uma guerreira que tem apenas uma orelha. Ogum é o orixá da batalha e do ferro, muitas vezes representado com um facão; seu companheiro é Oxóssi, o orixá masculino da caça e da floresta. Obaluaiê ou Omolu é o orixá associado à doença infecciosa e à sua cura, enquanto Ossanhe está associado às folhas, ervas e conhecimentos fitoterápicos. Oiá é a orixá do vento e das tempestades. Oxumarê é considerado como masculino e feminino e é retratado como uma serpente ou um arco-íris. Oxum é a orixá do amor, beleza, riqueza e luxo, associada a água doce, peixes, sereias e borboletas. Ela é casada com Ifá, considerado o orixá da adivinhação  Quitembo é o orixá do tempo; originário da nação bantu, está associado às árvores. Devido à ligação com as árvores, às vezes é equiparado ao orixá queto Loco. O orixá Exu é considerado um malandro caprichoso; como o guardião das entradas, ele facilita o contato entre a humanidade e outro orixá, sendo assim geralmente honrado e alimentado primeiro em qualquer ritual. Sua parafernália ritual é muitas vezes mantida separada da de outros orixás, enquanto as entradas da maioria dos terreiros têm uma cabeça de barro, decorada com búzios ou pregos, que representa Exu e recebe oferendas.

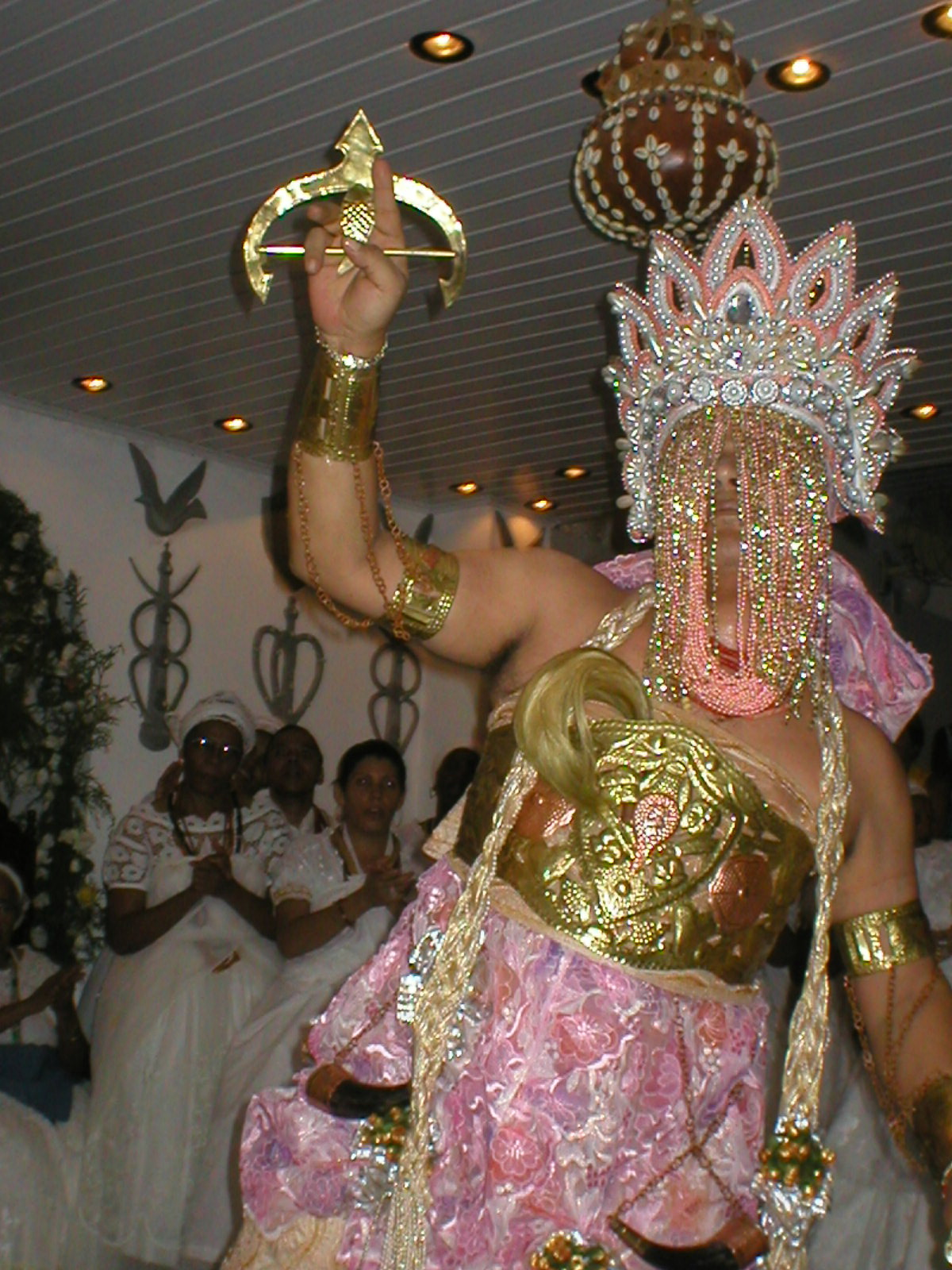
Um praticante vestido de orixá Obá em um terreiro no Brasil; a possessão dos adeptos pelo orixá é central para o candomblé

Cada orixá equivale a um santo católico romano. Isso pode ter começado como um subterfúgio para manter a adoração de divindades africanas sob domínio europeu, embora tais sincretismos já pudessem ter ocorrido na África antes do comércio atlântico de escravos. A partir do final do século XX, alguns praticantes tentaram distanciar os orixás dos santos como forma de enfatizar novamente as origens da religião na África Ocidental. Robert A. Voeks observou que era o sacerdócio e os praticantes mais formalmente educados que preferiam distinguir os orixás dos santos, enquanto os adeptos menos formalmente educados tendiam a não fazê-lo. Nos altares do candomblé, os orixás são frequentemente representados com imagens e estátuas de santos católicos romanos. Por exemplo, Oxalá foi confundido com Nosso Senhor do Bonfim, Oxum com Nossa Senhora da Imaculada Conceição e Ogum com Santo Antônio de Pádua. Devido à sua associação com o tempo, Quitembo às vezes é equiparado à ideia cristã do Espírito Santo.
Os orixás são considerados como tendo diferentes aspectos, conhecidos como marcas ("tipos" ou "qualidades"), cada um dos quais pode ter um nome individual. As formas infantis dos orixás são denominadas erês. Eles são considerados os espíritos mais incontroláveis de todos, associados a obscenidades e brincadeiras. As formas infantis dos orixás têm nomes específicos; o erê de Oxalá é, por exemplo, chamado de Ebozingo ("Pequeno Ebô") e Pombinho. A imagem material de um orixá é chamada de igbá.

#### Relações com o orixá

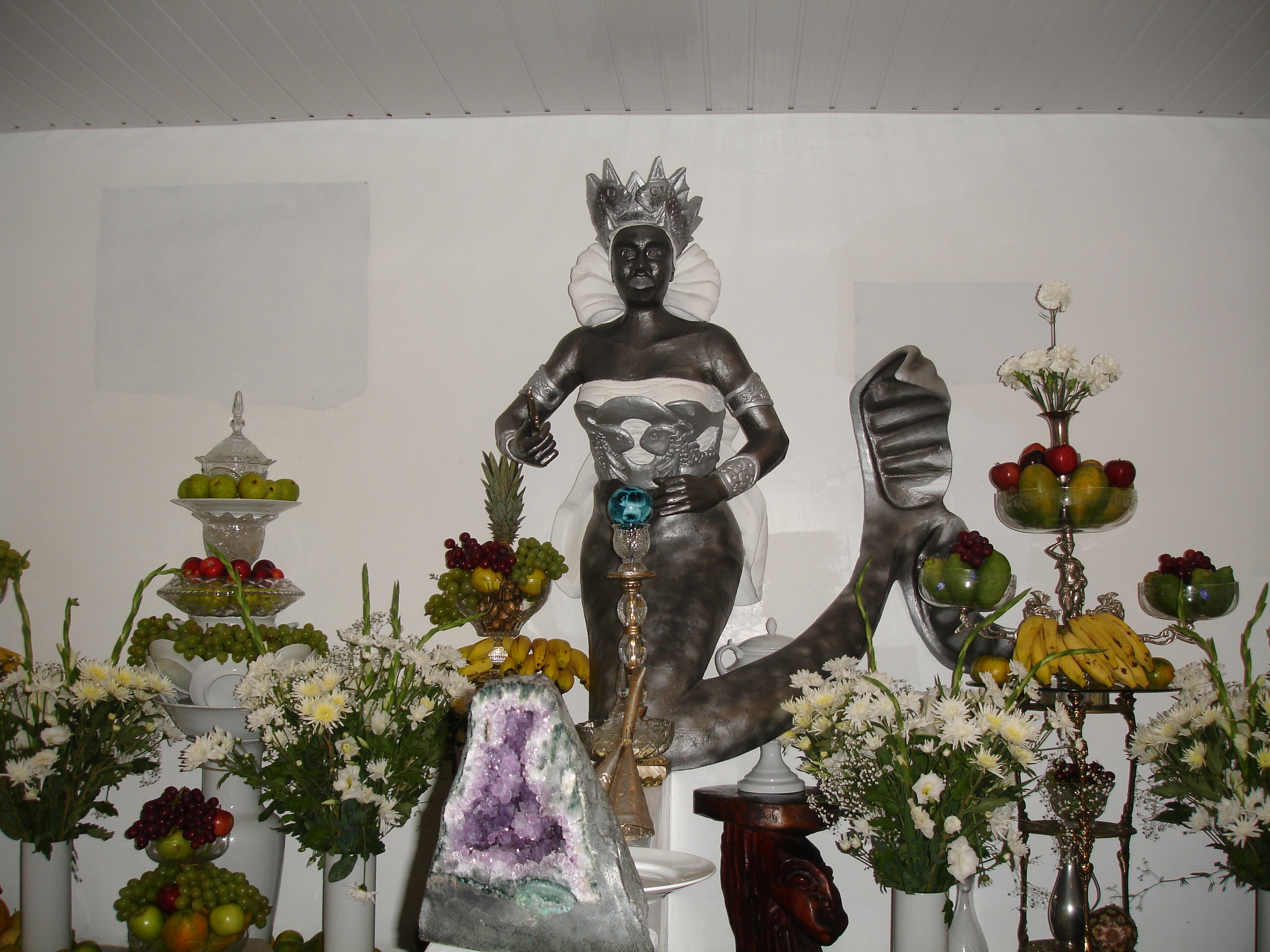
Uma estátua do orixá Iemanjá no Brasil, com oferendas colocadas ao seu redor

O candomblé ensina que todos estão ligados a um determinado orixá,  cuja identidade pode ser determinada por adivinhação. Este orixá é descrito como sendo dono da cabeça: o "mestre ou senhora da cabeça da pessoa",  ou o "dono da cabeça". Acredita-se que eles tenham influência na personalidade e nas interações sociais da pessoa. O gênero deste orixá tutelar não é necessariamente o mesmo de seu humano;  a não-heterossexualidade às vezes é vista, de uma forma não negativa, como sendo causada por uma incompatibilidade entre o gênero de um indivíduo e o gênero de seu orixá. Deixar de identificar o próprio orixá às vezes é interpretado como a causa de vários tipos de doenças mentais pelos praticantes. Dependendo do orixá em questão, um iniciado pode optar por evitar ou se envolver em certas atividades, como não comer alimentos específicos ou usar cores específicas. Alguns praticantes também acreditam que existem outros orixás que podem estar ligados a um indivíduo; um segundo é conhecido como juntó, enquanto um terceiro é chamado de adjuntó, tojuntó ou dijuntó.  Alguns acreditam que um indivíduo também pode ter um quarto orixá, herdado de um parente falecido.

### Exus, caboclos e erês

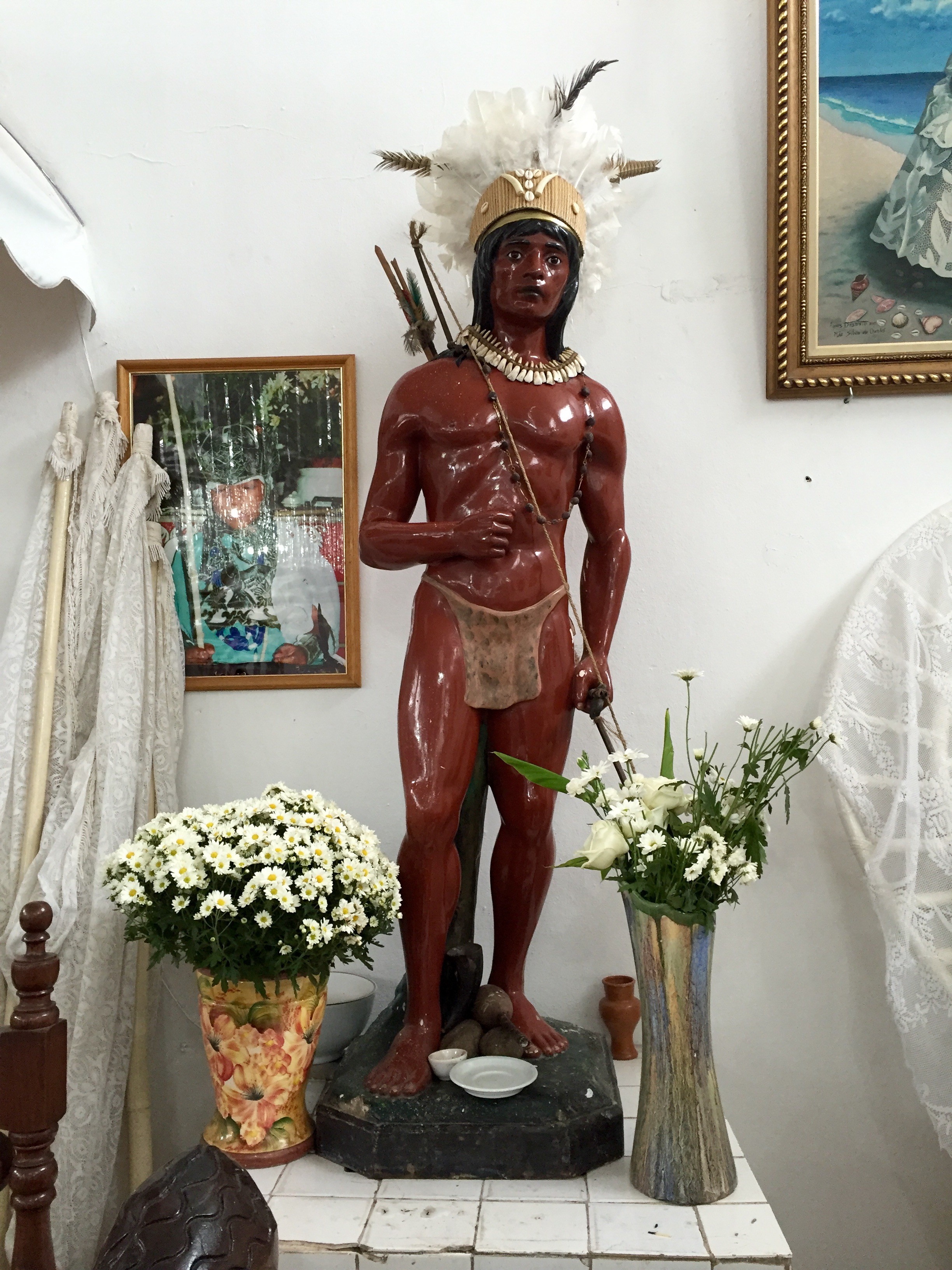
Uma estátua dentro de um terreiro de candomblé em São Paulo; retrata um espírito nativo americano, um caboclo

O candomblé ensina a existência de outros espíritos além dos orixás. Um desses grupos espirituais são os exus, às vezes chamados de exuas quando mulheres, ou exu-mirins quando crianças. Eles são considerados mais próximos da humanidade do que os orixás e, portanto, mais acessíveis. Em contextos rituais, os exus são muitas vezes considerados como os "escravos" dos orixás. Na linguagem comum, eles são frequentemente descritos como "demônios", mas no candomblé não são considerados uma força para o mal absoluto, mas sim considerados capazes de atos bons e maus. Os praticantes acreditam que os exus podem "abrir" ou "fechar" as "estradas" do destino na vida de alguém, trazendo tanto ajuda quanto dano. O candomblé ensina que os exus podem ser induzidos a cumprir as ordens de um praticante, embora precisem ser cuidadosamente controlados.
Também presentes no candomblé estão os caboclos, cujo nome provavelmente deriva do termo tupi kari'boka ("derivado do branco"). Esses espíritos vêm em duas formas principais: boiadeiros ("vaqueiros" ou "sertanejos") e povos indígenas das Américas. Em casos mais raros, os caboclos estão ligados a outros contextos, retratados como sendo do mar ou de países estrangeiros como a Itália ou o Japão. Quase exclusivamente retratados como homens, acredita-se que os caboclos vivam em uma floresta chamada Aruanda, que também é habitada por répteis voadores semelhantes a cobras chamados cainanas. Os caboclos preferem a cerveja, enquanto os exus preferem o vinho e as bebidas destiladas, especialmente a cachaça; os caboclos também são caracterizados como fumantes de charutos. Aqueles praticantes que tentaram "re-africanizar" o candomblé desde o final do século XX tendem a rejeitar os caboclos como sendo de origem não africana.

### Nascimento e morte

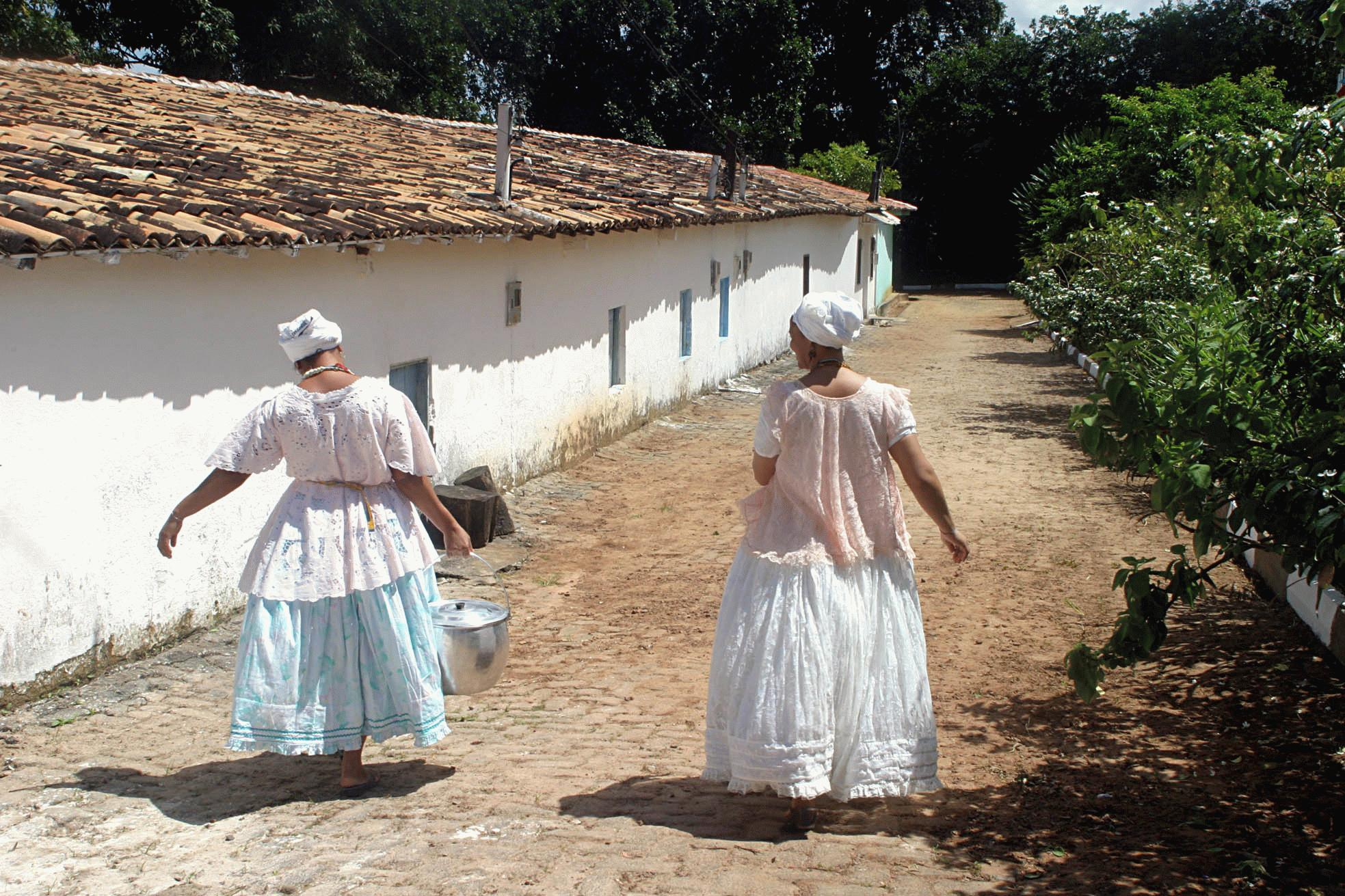
Filhas de santo do terreiro Ilê Axé Opô Afonjá em Salvador, Bahia

O candomblé defende uma cosmologia em grande parte emprestada da religião tradicional iorubá. O reino dos espíritos é denominado orun; o mundo material da humanidade é chamado de aiê (ou aiye). Acredita-se que Orun se divide em nove níveis. A morte é personificada na figura de Icu. A cabeça interior de uma pessoa, na qual acredita-se que resida seu orixá tutelar, é chamada de ori.
Os espíritos dos mortos são chamados de eguns. Aqueles que faleceram recentemente são chamados de aparacá, enquanto depois de terem sido "educados" recebendo sacrifícios, eles se tornam babá. Precauções devem ser tomadas em relação a essas entidades, pois elas têm o poder de prejudicar os vivos. Às vezes, eles procuram ajudar um indivíduo vivo, mas inadvertidamente os prejudicam. O contra-egum é uma braçadeira feita de ráfia trançada que às vezes é usada para afastar esses espíritos mortos. Tipicamente desencorajado no candomblé, a possessão por egum é considerada rara, mas acontece. Muitos grupos de candomblé têm proibições quanto a possessão pelos mortos, por a considerarem uma forma de poluição espiritual, ponto de vista que distingue o candomblé da umbanda. Após a morte, o egun pode entrar no Orun, embora o nível que eles alcancem dependa do crescimento espiritual que eles alcançaram em vida.

### Axé
O candomblé ensina a existência de uma força chamada ashe ou axé, um conceito central nas tradições derivadas do iorubá. Walker descreveu o axé como "a força espiritual do universo", Bahia o chamou de "força sagrada", Wafer o chamou de "força vital", enquanto Voeks preferiu o termo "energia vital". Johnson o caracterizou como "uma força espiritual criativa com efeitos materiais reais".
Os praticantes acreditam que o axé pode se mover, mas também pode ser concentrado em objetos específicos, como folhas e raízes, ou em partes específicas do corpo, especialmente sangue, que é considerado conter o axé em sua forma mais concentrada. Os humanos podem acumular axé, mas também podem perdê-lo ou transferi-lo. Acredita-se que rituais e obrigações específicas mantenham e melhorem o axé de uma pessoa, enquanto outros atos rituais são projetados para atrair ou compartilhar essa força.

### Moralidade, ética e papéis de gênero

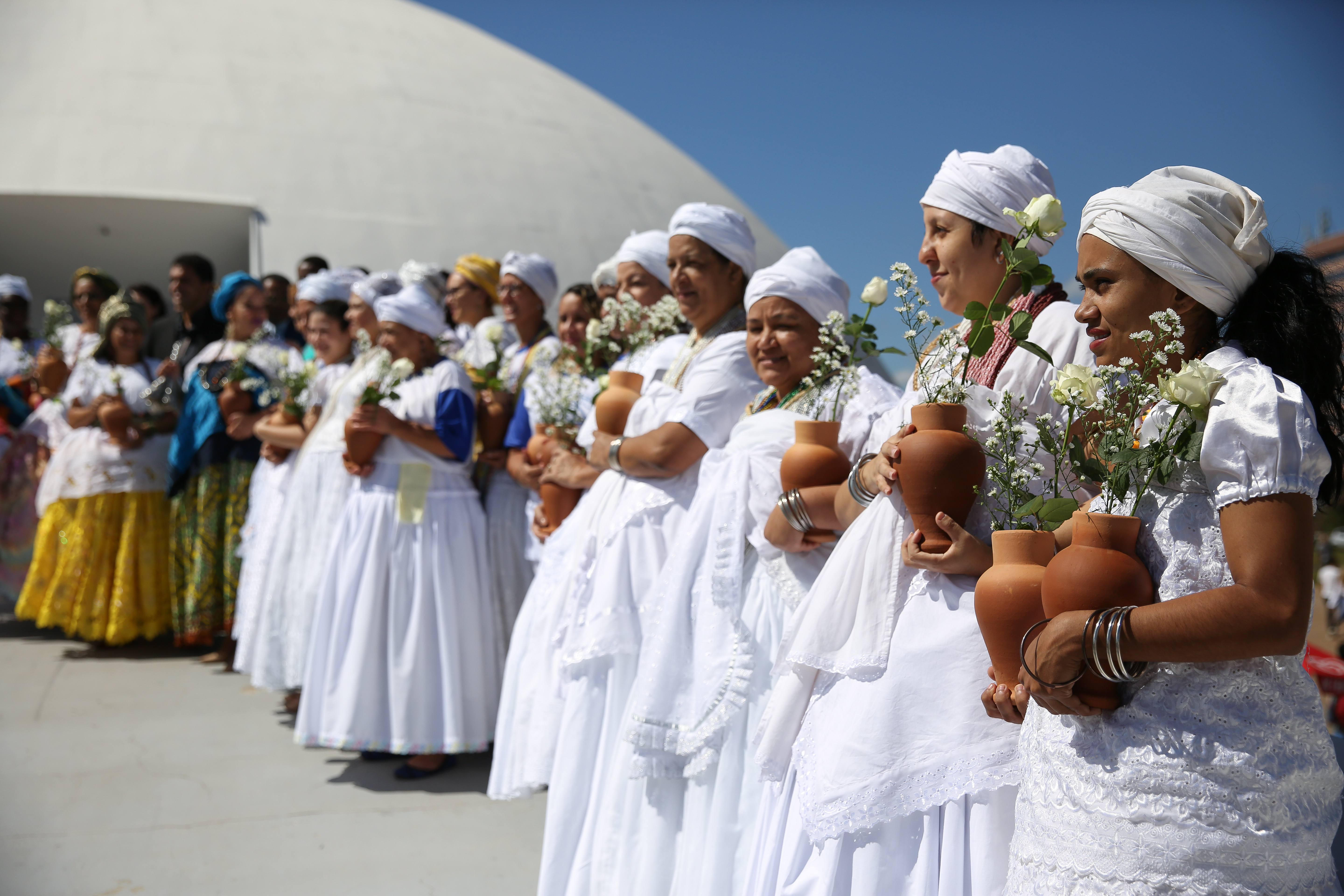
Praticantes do candomblé em Brasília em 2018

O candomblé geralmente não tem preceitos éticos fixos que espera que os praticantes sigam, embora seus ensinamentos influenciem a vida de seus adeptos. Em vez de enfatizar uma dicotomia entre o bem e o mal, a ênfase é colocada em alcançar o equilíbrio entre forças concorrentes. Os problemas que surgem na vida de uma pessoa são muitas vezes interpretados como resultantes de uma desarmonia no relacionamento de um indivíduo com seu orixá; os relacionamentos estão enraizados em obrigações recíprocas.
A polaridade masculino/feminino é um tema recorrente em todo o candomblé. Muitos papéis dentro do candomblé estão ligados a membros de um gênero específico. Por exemplo, tanto o sacrifício de animais quanto a raspagem da cabeça de um iniciado são geralmente reservados para os praticantes do sexo masculino, enquanto as praticantes do sexo feminino são normalmente responsáveis pelos deveres domésticos na manutenção do espaço ritual. Tais divisões refletem normas de gênero mais amplas na sociedade brasileira. Tabus também são colocados em mulheres durante a menstruação. No entanto, as mulheres ainda podem exercer um poder significativo como chefes dos terreiros, com a maioria dos terreiros na Bahia sendo liderados por mulheres; alguns o chamam de religião dominada por mulheres. O lugar de destaque das sacerdotisas dentro do candomblé levou observadores como a antropóloga Ruth Landes a descrevê-lo como uma religião matriarcal, embora tal caracterização tenha sido contestada.
Há evidências de que o candomblé aceita mais a inconformidade de gênero do que a sociedade brasileira dominante. Embora muitos sacerdotes masculinos na religião tenham sido majoritariamente heterossexuais, existe um estereótipo generalizado de que os praticantes masculinos do candomblé são homossexuais. Os gays descreveram a religião como um ambiente mais acolhedor do que as formas de cristianismo praticadas no Brasil. Eles, por exemplo, citaram histórias de relacionamentos entre orixás masculinos, como Oxóssi e Ossaim, como afirmando a atração masculina pelo mesmo sexo. Alguns praticantes se envolveram em causas políticas, incluindo ambientalismo, direitos indígenas e o movimento Black Power.

## Práticas
Johnson observou que o candomblé era uma religião "centrada em rituais", cujos praticantes frequentemente a consideram uma religião "de prática correta em vez de doutrina correta", em que realizar seus rituais corretamente é considerado mais importante do que acreditar nos orixás. Johnson notou que o candomblé dedicava "pouca atenção" à "teologização abstrata". Os rituais geralmente são focados em necessidades pragmáticas em relação a questões como prosperidade, saúde, amor e fecundidade; eles geralmente começam muito depois do horário de início anunciado. Aqueles que se engajam no candomblé incluem iniciados de vários graus e não iniciados que podem comparecer a eventos e abordar os já iniciados em busca de ajuda com vários problemas. Johnson caracterizou o candomblé como uma sociedade secreta, pois faz uso do sigilo. É também organizado hierarquicamente.

### Terreiros

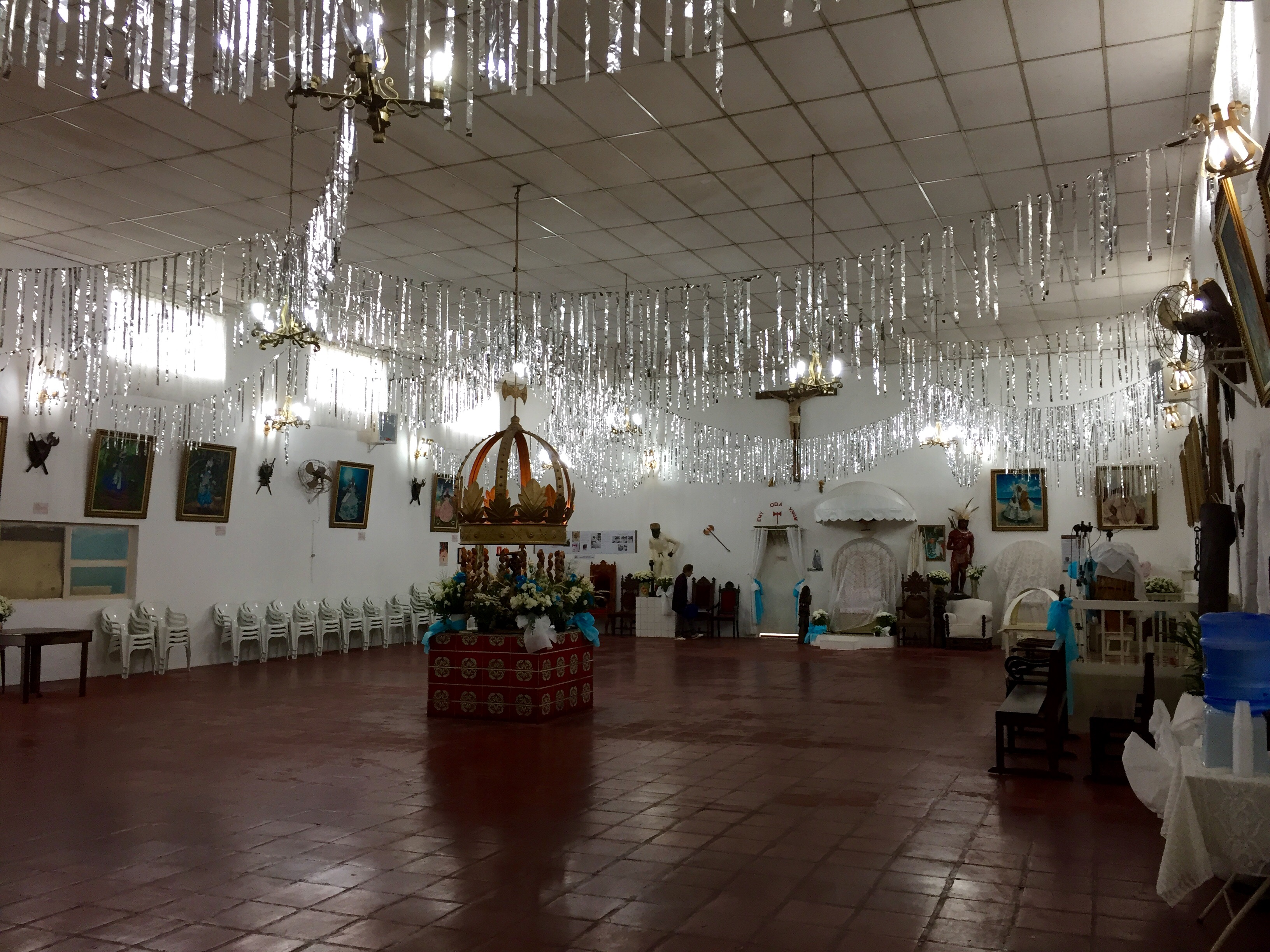
O interior do terreiro Axé Ilê Obá em São Paulo, Brasil

O candomblé é praticado em locais chamados terreiros, ilês, ou ilê orixás. Variando em tamanho, de pequenas casas a grandes complexos, alguns são bem conhecidos e ricos, mas a maioria são exemplos menores do que Roger Bastide chamou de "candomblés proletários", que podem ser escondidos, para não atrair a atenção dos adversários. Cada terreiro é independente e opera de forma autônoma, muitas vezes se dissolvendo quando seu sumo sacerdote ou sacerdotisa morre. A importância de um terreiro é geralmente considerada proporcional ao número de iniciados que ele possui.
Os terreiros consistem em uma série de salas, algumas delas fechadas para não iniciados. Eles contêm um altar para as divindades, um espaço para realizar cerimônias e acomodação para os sacerdotes ou sacerdotisas. O chão é considerado sagrado, consagrado ao orixá tutelar da casa. O bakisse é o "quarto dos santos", um depósito que contém tanto a parafernália ritual quanto os assentamentos dos orixás, enquanto o roncó ("quarto de retiro") ou camarinha é usado durante as iniciações.
Uma sala, o barracão, é onde acontecem os rituais públicos, incluindo atos de adivinhação; os terreiros que não têm "barracão" podem usar um terreiro para rituais públicos. Os peji, ou santuários das divindades, costumam estar localizados ao redor do perímetro do barracão. O terreiro muitas vezes terá uma cumeeira, pólo central na estrutura que se acredita ligar o nosso mundo com o outro mundo do orixá. Este fica acima do entoto ("fundação") do terreiro, espaço que é periodicamente "alimentado" com oferendas. O recinto do terreiro pode ter uma árvore dedicada a Quitembo, na qual foram afixadas faixas de pano branco, bem como um local reservado para as almas dos mortos, denominado balé, que geralmente fica no fundo do terreiro A maioria venera entre doze e vinte orixás.

### Sacerdócio e congregação
Uma sacerdotisa que dirige um terreiro é uma mãe de santo, enquanto um sacerdote é um pai de santo. Eles são responsáveis por todas as funções importantes, incluindo educar noviços, julgar disputas e fornecer serviços de cura e adivinhação; são esses últimos serviços que muitos contam como sua renda principal. Não limitados por autoridades religiosas externas, esses "pais de santos" muitas vezes exercem controle considerável sobre seus iniciados, que se espera que se submetam à sua autoridade; conflitos entre esses "pais" e seus iniciados são, no entanto, comuns. O sacerdote e sacerdotisa-chefe é auxiliado por outros, incluindo a "mãezinha", a iaquequerê ou mãe-pequena', e o "paizinho". Outras funções no terreiro incluem o iabassê, que prepara a comida para os orixás, e o alabê (diretor musical). Os iniciados, chamados filhos e filhas de santo, ajudam como cozinheiros, faxineiros e jardineiros. Os ogã são membros masculinos, muitas vezes não iniciados, cujo papel é em grande parte honorífico, consistindo em grande parte em contribuir financeiramente.

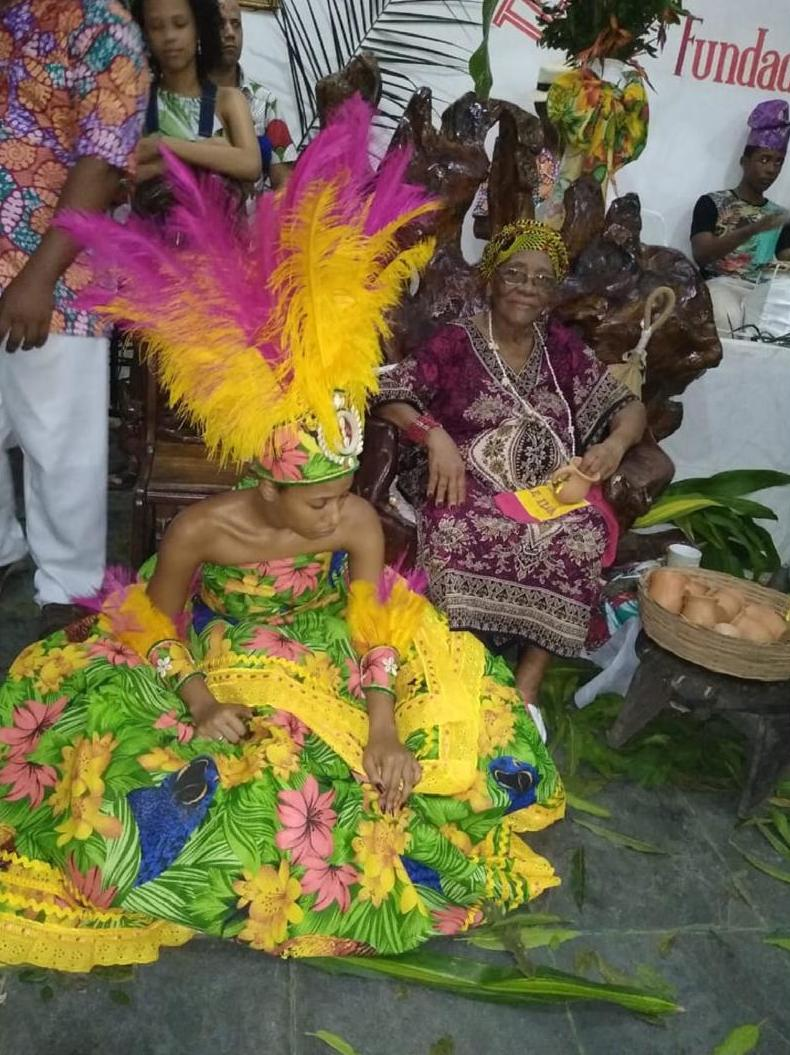
Praticantes dentro do terreiro Matamba Tombenci Neto em Ilhéus, Bahia, Brasil.

Os membros do terreiro são considerados como uma "família" e seus iniciados se consideram 'irmãos' e 'irmãs' no orixá (irmãos de santo). Relações sexuais ou românticas entre os membros do terreiro são geralmente proibidas, embora aconteçam. Ser iniciado liga o indivíduo à linhagem histórica do terreiro; esta linhagem está ligada ao axé do terreiro, axé que pode ser transferido de um terreiro-mãe para um novo que está sendo estabelecido. Os fundadores de um terreiro são chamados de essas.
A comunidade de um terreiro é chamada de egbé. Pode haver inimizade entre terreiros, pois competem entre si por membros, sendo comum a deserção de indivíduos de um para outro. As cerimônias públicas acontecem nos terreiros onde tanto iniciados quanto não iniciados podem comparecer para celebrar os orixás Nelas, a comida é oferecida a orixás específicos e o restante é repartido entre os participantes, com os quais ganham um pouco do axé dos orixás. Esses ritos públicos são precedidos e sucedidos por uma série de atos rituais privados. A maioria dos rituais que acontecem nos terreiros são privados e abertos apenas para iniciados. Walker acreditava que eram eles que representavam "o verdadeiro núcleo da vida religiosa da comunidade do candomblé".
Termos derivados da África são usados em contextos rituais, embora não excedam mil palavras. Em geral, as palavras de origem iorubá predominam nas nações queto, as da língua fon são mais comuns nas nações jeje e as palavras das línguas bantu dominam a nação bantu. O iorubá é usado como uma linguagem ritual, embora poucos praticantes entendam o significado dessas palavras iorubás. Não há textos sagrados específicos. Objetos rituais são considerados como locais e acumuladores de axé, embora esse suprimento precise ser reabastecido em vários intervalos. Cada terreiro também é considerado como tendo seu próprio axé, que é fortalecido pelo número de iniciados que possui e pelo número de rituais que realiza.
Sacerdotes e sacerdotisas são considerados intermediários entre os orixás e a humanidade. Tornar-se iniciado implica uma relação de responsabilidade mútua entre o novo iniciado e os orixás. Algumas evidências sugerem que a proporção de sacerdotisas aumentou ao longo do século XX.
Os orixás estão "sentados" dentro de objetos no terreiro. Estes são então armazenados, todos juntos em uma sala ou, se o espaço permitir, em salas separadas. As mulheres iniciadas que não entram em transe, mas auxiliam as que o fazem, são chamadas de equede; suas contrapartes masculinas são denominadas ogã. Uma prostração diante do sacerdote ou sacerdotisa, ou diante de alguém possuído por um orixá, é chamada de dobalé; prostrar-se diante da mãe ou do pai de santo é chamada de icá.

### Santuários eotás

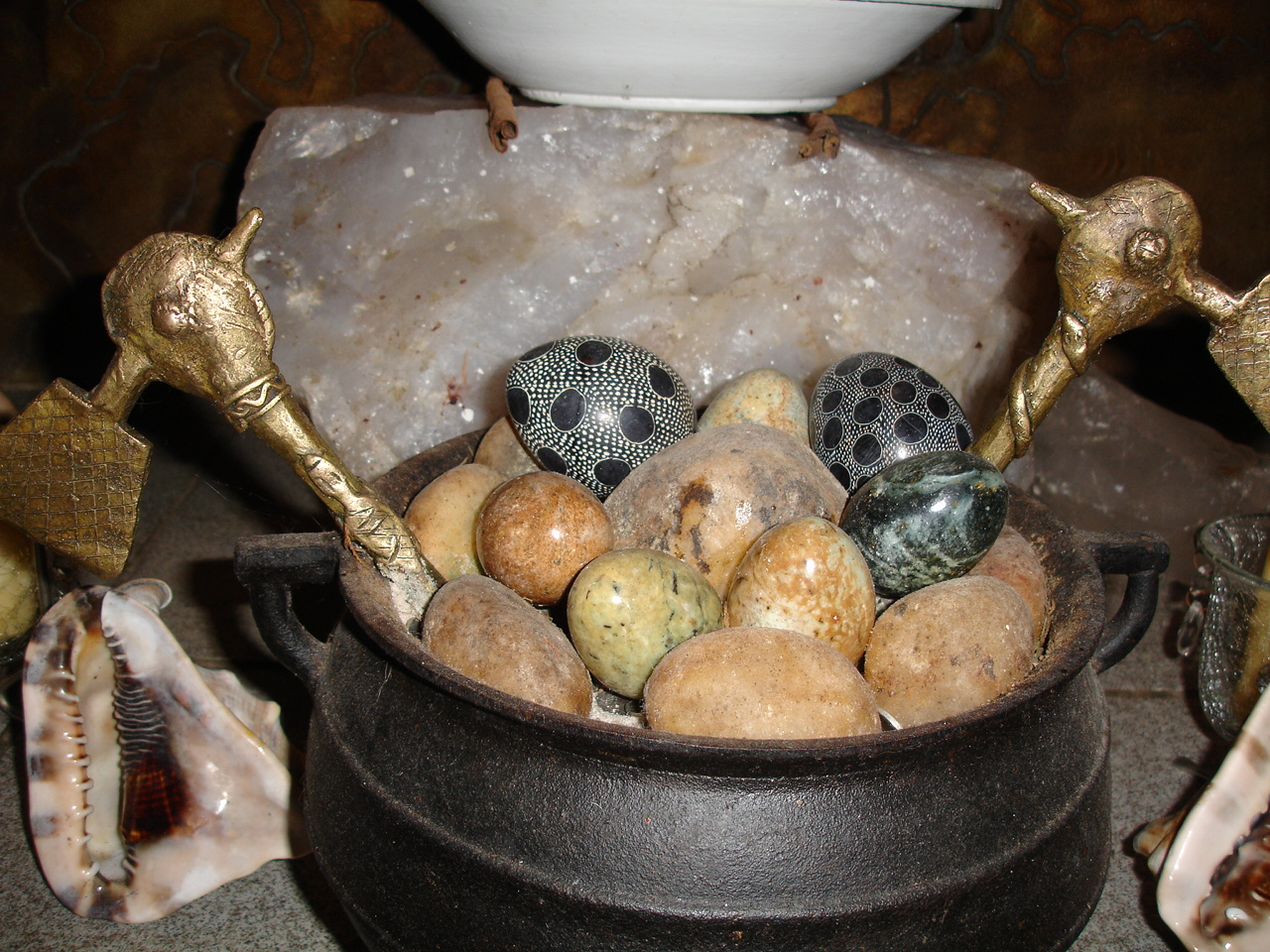
Os otás, pedras sagradas que são centrais nos altares do candomblé

Um altar aos orixás é chamado de peji. Ele contém um conjunto de objetos denominado assentamento ou assento do orixá, considerado como sua casa. Isso geralmente consiste em vários itens colocados dentro de um recipiente esmaltado, de barro ou de madeira, muitas vezes envolto em um pano. A parte principal do assentamento é uma pedra sagrada conhecida como otá, que possui axé e assim requer alimentação. Diferentes orixas estão associados a diferentes tipos de pedra; as do oceano ou dos rios estão, por exemplo, ligadas a Oxum e Iemanjá, enquanto as que se acredita terem caído do céu estão ligadas a Xangô. Espera-se que os praticantes as encontrem, em vez de comprá-las. Elas serão então consagradas ritualmente, sendo lavadas, recebendo oferendas e "sentadas" em um vaso.
Ao lado dos otás, os vasos geralmente contêm ferramentos ou objetos de metal associados a orixás específicos, conchas de búzios, pulseiras chamadas idés, partes de corpos de animais, estátuas dos santos católicos romanos associados e uma mistura de água, mel e preparações à base de ervas. Eles também podem incluir cabelos do iniciado a quem pertencem. O assentamento pode ser guardado em casa, ou dentro da sala de bakisse do terreiro, que só é aberta pela sacerdotisa ou sacerdote responsável. Lá, os assentamentos dos iniciados podem ser organizados em um altar de vários níveis, decorado com fitas, luzes coloridas e flores.
Objetos rituais são santificados com uma infusão de ervas chamada amaci. Os praticantes acreditam que doar sangue para sua parafernália ritual renova o axé desses objetos. No Brasil, várias lojas são especializadas em apetrechos exigidos no camdomblé.

### Oferendas e sacrifício de animais

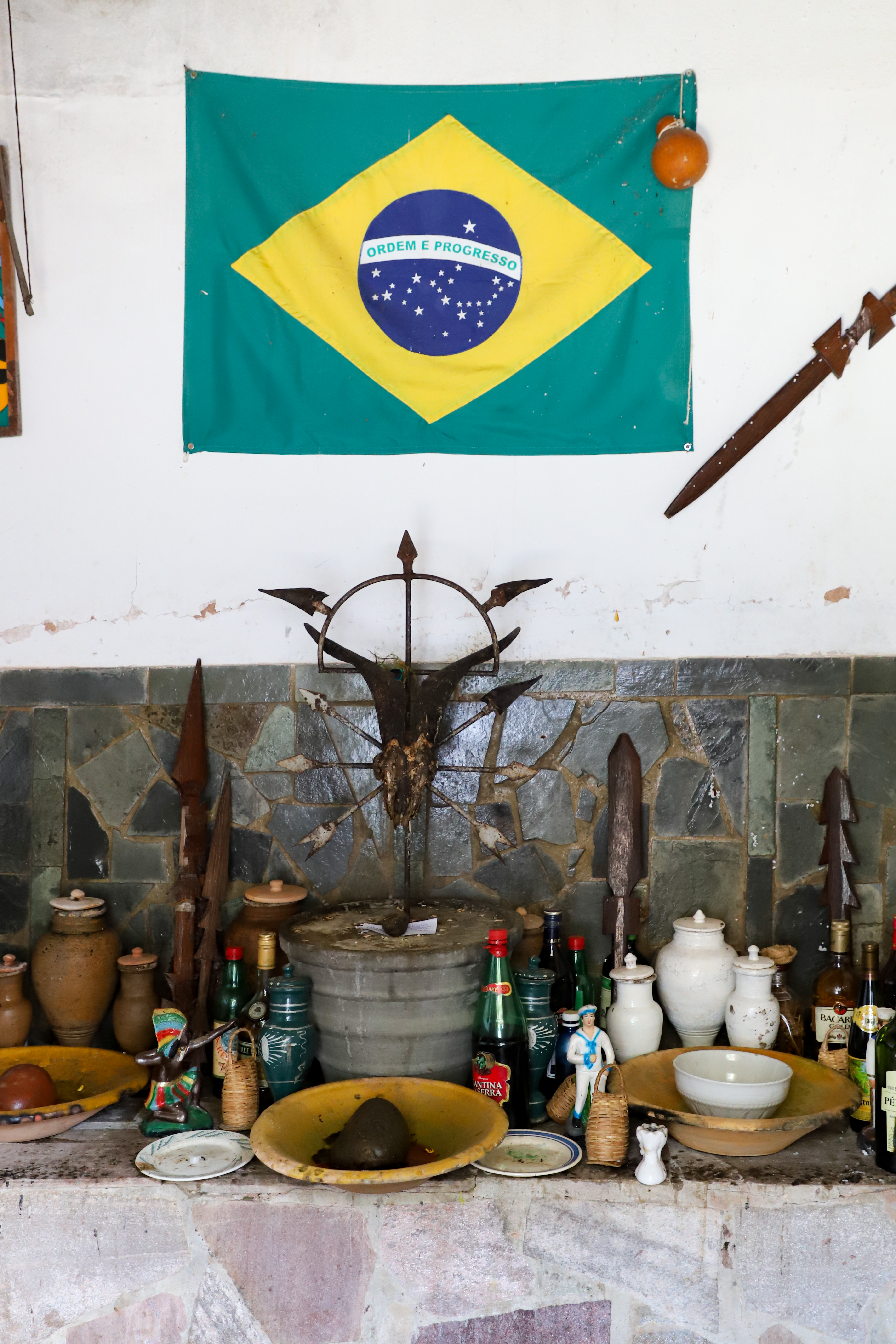
Um altar de candomblé no terreiro Ilê Axé Ibalecy em Salvador, Bahia

As oferendas são conhecidas como ebós e acredita-se que geram axé que então dá ao orixá o poder de ajudar seus adoradores. O material oferecido aos orixás ou espíritos menores nesses ebós inclui comida, bebida, aves e dinheiro; quando o sacrifício de animais não está envolvido, uma oferta de alimentos é chamada de comida seca. Quando uma cerimônia começa, os praticantes costumam oferecer um padé, ou oferenda propiciatória, ao orixá Exu. A comida é oferecida ao orixá, muitas vezes é colocada em local apropriado na paisagem; oferendas para Oxum são, por exemplo, frequentemente colocadas perto de um córrego de água doce. Alimentos específicos são associados a cada orixá; uma mistura de quiabo com arroz ou farinha de mandioca, conhecida como amalá, é considerada a preferida de Xangô, Obá e Iansã. Quando colocados no terreiro, os alimentos normalmente são deixados no local por um a três dias, tempo suficiente para o orixá consumir a essência dos alimentos. O ritual de pagamento em dinheiro, muitas vezes acompanhando os sacrifícios, é denominado dinheiro do chão. Como parte disso, o dinheiro é colocado no chão e muitas vezes salpicado de sangue, antes de ser dividido entre os participantes do rito.
O candomblé consiste no sacrifício de animais a orixás, exus, caboclos e eguns, o que se chama matanças. O indivíduo que conduz o sacrifício é conhecido como axogum ou às vezes como faca. As espécies normalmente usadas são galinha, galinha-d'angola, pomba branca e cabra. O animal geralmente tem o pescoço cortado com uma faca, ou, no caso das aves, a cabeça decepada. Depois que o animal é morto, seu sangue é derramado no altar; seus órgãos são frequentemente removidos e colocados ao redor do "assento" do orixá Após o sacrifício, é comum que a adivinhação seja realizada para determinar se o sacrifício foi aceito pelos espíritos. Outras partes do corpo serão então consumidas pelos participantes do rito; a exceção é se o sacrifício for para eguns, quando então são deixados para apodrecer ou colocados em um rio. Parte da comida pode então ser retirada, deixada na floresta, jogada em um corpo d'água ou colocada em uma encruzilhada; isso é referido como "suspender um sacrifício".
Sacrifícios de pássaros às vezes são realizados não como uma oferenda, mas como parte de um ritual de limpeza; ele então terá suas pernas, asas e, finalmente, seu pescoço quebrado. Nesses casos, a ave não é comida. Fora do Brasil, os praticantes têm enfrentado desafios na realização de sacrifícios de animais; na Alemanha, por exemplo, é proibido por lei.

### Iniciação
A prática do candomblé requer uma iniciação e a religião é estruturada em torno de um sistema hierárquico de iniciações. Ser iniciado é referido como feito, enquanto o processo de iniciação é denominado fazer a cabeça ou fazer o santo. Os iniciados no candomblé são conhecidos como filhos de santo. Em sua iniciação, eles recebem um novo nome, o nome de santo, que geralmente indica a identidade de seu orixá tutelar. Muitas pessoas chegam ao candomblé por problemas em suas vidas, como doenças. Um sacerdote ou sacerdotisa usará a adivinhação para determinar a causa do problema e seu remédio, às vezes revelando que a iniciação na religião resolverá o problema. Muitos sentem que um orixá exigiu sua iniciação, sendo esta sua obrigação. Se um grupo de indivíduos está sendo iniciado junto, eles são chamados de barco.

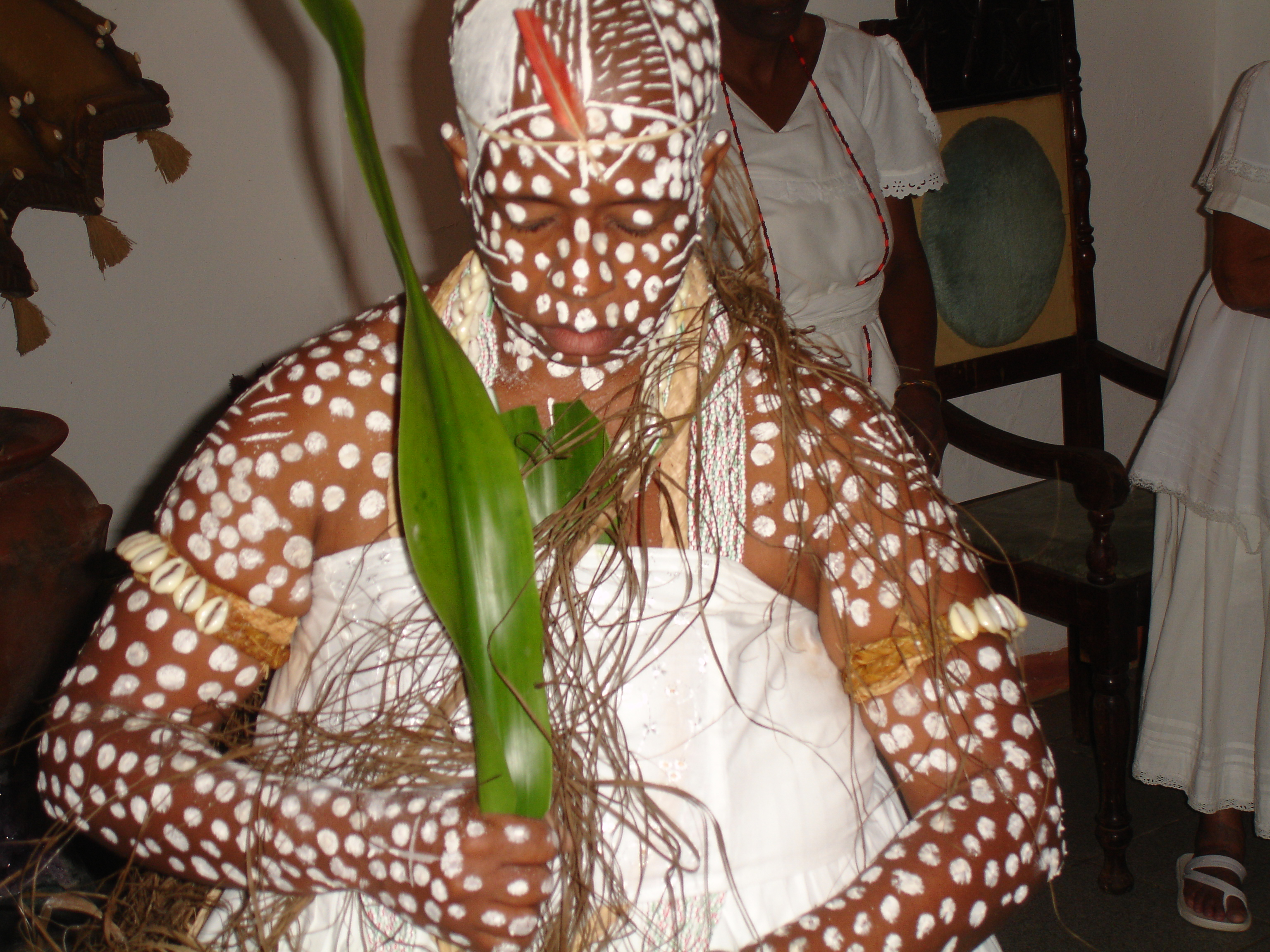
Uma iniciação realizada na Bahia em 2008; as roupas brancas e manchas brancas são usadas nesta cerimônia

A duração do processo iniciático varia entre as casas de candomblé, mas geralmente dura de algumas semanas a alguns meses. O iniciado é primeiro levado ao terreiro, onde é deixado para um período de relaxamento, o descanso, para que se torne 'frio', em vez de 'quente'. Eles estarão vestidos com roupas brancas; um pequeno sino pode ser anexado a eles para alertar os outros se eles saírem do terreiro. Um dos primeiros atos durante o processo iniciático é dar ao iniciado um colar de contas associado ao seu orixá. O colar é colorido de acordo com o orixá tutelar do iniciado; branco para Oxalá, azul escuro para Ogum, ou vermelho e branco para Xangô, por exemplo. Essas contas serão lavadas e aspergidas com o sangue de um animal sacrificado. Essas contas às vezes são vistas como protegendo o usuário de danos.
O iniciado é então recluso em uma sala do terreiro chamada roncô, durante a qual ele é chamado de iaô. No roncô, eles dormem em uma esteira de palha, comendo apenas comida leve; muitas vezes não será permitido falar. Durante este período, eles aprendem os vários detalhes de seu orixá associado, como seus gostos e desgostos e os ritmos de tambor apropriados e danças que invocam essa divindade. O tempo gasto em isolamento varia, embora três semanas seja o típico. Eles serão banhados em água misturada com ervas, especialmente a cabeça, que será então raspada.
O iniciado é então levado para uma sala vizinha, onde os altares foram montados. Um baterista toca enquanto os iniciados preexistentes cantam canções de louvor. Animais são sacrificados, inclusive de um animal de quatro patas e parte do sangue pode ser tocado em partes do corpo do iniciado. A cabeça do iniciado é então raspada e dois cortes são feitos no ápice dela com uma navalha; uma mistura de sangue animal e ervas pode ser adicionada às incisões. Isso é feito para permitir a entrada do orixá na cabeça. Um cone de cera, o adoxu, é então colocado na ferida para estancar o sangramento; a cabeça será então enrolada em um pano. Dependendo do terreiro, também podem ser feitos cortes na ponta da língua do iniciado, nas costas, braços, coxas, nádegas e solas dos pés. Feitas as incisões, o orixá é "assentado" dentro da cabeça do indivíduo durante o ritual de assentar o santo.
Após a iniciação, o novo iniciado pode ser apresentado ao resto da comunidade por meio de uma cerimônia pública de "apresentação", a saída. Junto com suas roupas brancas, seu corpo estará coberto de manchas brancas. Durante isso, pode-se esperar que dêem o nome da marca de seu orixá tutelar, que supostamente descobriram por meio de um sonho. No panã, o iniciado é reensinado simbolicamente em tarefas mundanas, um ritual às vezes seguido por um leilão no qual o iniciado é simbolicamente vendido para seu cônjuge ou um membro de sua família, uma referência à era da escravidão. Na sexta-feira seguinte, eles devem assistir à missa em uma igreja católica romana, conhecida como romaria. Finalmente, um membro sênior do terreiro conduzirá o iniciado, ainda vestido de branco, de volta à sua casa. Ao longo do ano seguinte, o iniciado pode realizar novas "obrigações" para construir seu relacionamento com o orixá.
O candomblé inclui várias iniciações graduais adicionais, que se espera que ocorram um ano, três anos e depois sete anos após a cerimônia de iniciação original. Ao longo disso, espera-se que aprendam a receber todos os seus orixás tutelares. Aqueles que realizaram sete anos de rituais iniciáticos são chamados de ebomi ou ebame. Ao final dos sete anos, eles "recebem o decá" de seu iniciador, recebendo uma bandeja com objetos rituais; isso lhes permite ir e formar seu próprio templo. Na prática, muitos adeptos não podem pagar por essas cerimônias no horário especificado e, em vez disso, ocorrem muitos anos depois.

### Possessão

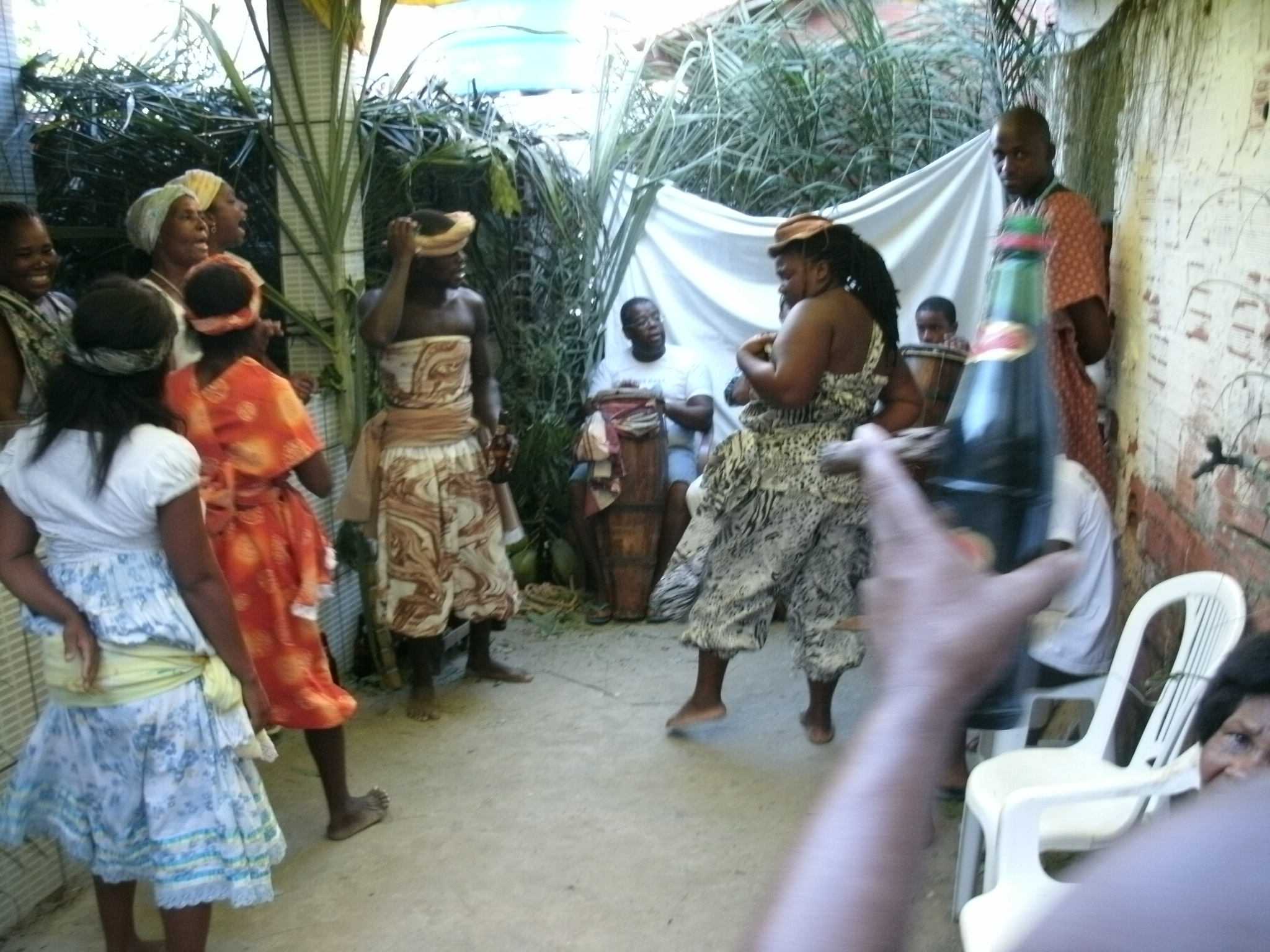
Cerimônia de candomblé na ilha de Itaparica na Bahia

A música e a dança são elementos fundamentais do candomblé. A percussão geralmente ocorre a noite toda. Espera-se que os participantes usem branco, com as mulheres usando saias. São empregados três tipos principais de tambores, sendo o maior o rum, o médio o rumpi e o menor o lé. Esses tambores são entendidos como vivos e precisam ser alimentados. O baterista principal é conhecido como alabê. Muitos terreiros afirmam que as mulheres não devem se envolver nesse ritual de percussão, embora outros rejeitem essa tradição. Em alguns rituais, os praticantes bebem uma mistura contendo jurema-preta, uma planta levemente alucinógena, que às vezes é misturada com o sangue de animais sacrificados.
O estado de vertigem que sinaliza o início do transe é conhecido como barravento. Quando o transe começa, os praticantes geralmente experimentam um espasmo corporal denominado arrepio. Os praticantes acreditam que quando um indivíduo é possuído por um espírito, eles não têm controle sobre as ações deste último. Dentro do candomblé, é considerado um privilégio ser possuído por um orixá. Uma forma baiana comum de se referir à posse é receber. Por implicar ser "montado", ser possuído é considerado um papel simbolicamente feminino. Por esta razão, muitos homens heterossexuais recusam a iniciação no candomblé; alguns acreditam que o envolvimento nesses ritos pode tornar um homem homossexual. Entre os praticantes, às vezes é afirmado que no passado os homens não participavam das danças que conduziam à possessão. Frequentemente, aqueles que se acredita possuídos por um orixá não comem, bebem ou fumam, enfatizando sua disposição aristocrática e também raramente ou nunca falam. Quando dançam, muitas vezes são estilizados e controlados. Muitos terreiros proíbem a fotografia de pessoas em transe de possessão.
Depois que um indivíduo fica possuído, ele pode ser conduzido a uma antessala para ser vestido com roupas associadas ao orixá possuidor; isso geralmente inclui vestidos de cores vivas, independentemente do sexo dos envolvidos. Os possuídos por Ogun, por exemplo, frequentemente receberão um capacete de metal e um machado, enquanto os possuídos por Oxum usam uma multidão e carregam uma espada e o leque de abebé. Os praticantes podem se prostrar completamente diante do possuído. Aqueles possuídos por um orixá podem entregar previsões e profecias. O estilo de fala adotado pelo possuído será influenciado pelo tipo de espírito que se acredita possuí-lo. Aqueles considerados possuídos por caboclos costumam fumar charutos e às vezes colocam pólvora na palma da mão, que então acendem com o charuto para causar uma explosão. Um falso transe é conhecido como equê. Aqueles que não entram em transe são conhecidos como ogãs se forem homens e equedes se forem mulheres.

### Festivais públicos

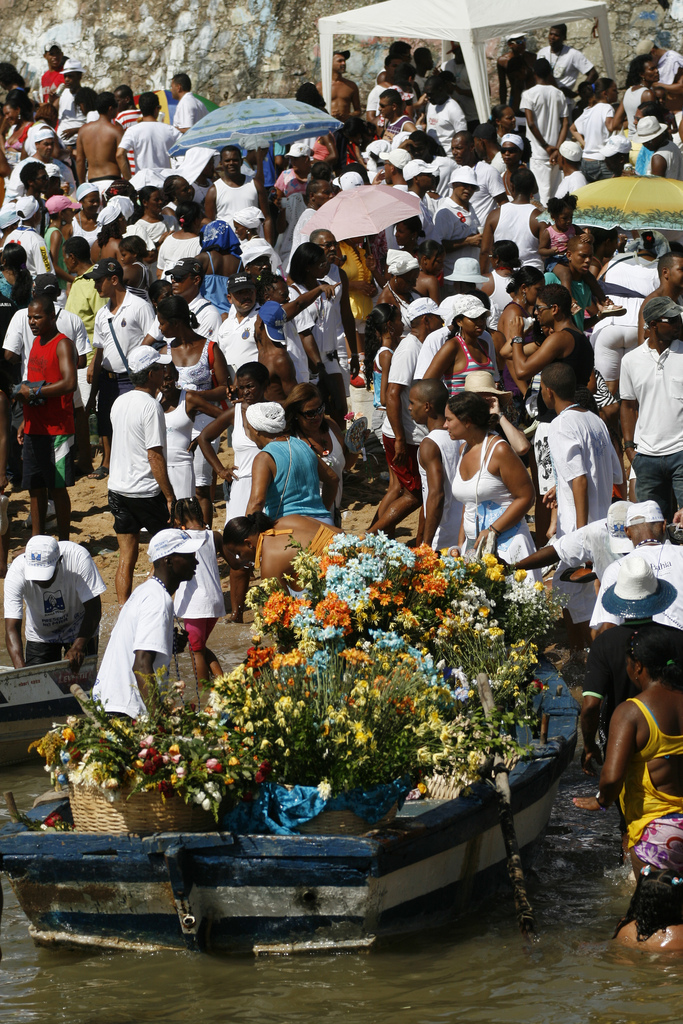
No dia de sua festa em fevereiro, oferendas a Iemanjá são colocadas em barcos e levadas para serem lançadas na água.

Embora os detalhes do calendário litúrgico variem entre os terreiros, o candomblé apresenta um ciclo anual de festivais ou festas para os orixás. Às vezes são privados e às vezes abertos ao público. Estes são tipicamente realizados no dia do santo católico romano associado a um determinado orixá. A principal temporada festiva começa em setembro, com a Festa de Oxalá, e segue até fevereiro, quando ocorre a Festa de Iemanjá.
Em alguns casos, as festas de candomblé tornaram-se amplamente populares entre o público, especialmente as de Oxalá e Iemanjá. Centenas de milhares de pessoas se reúnem na praia no dia de Iemanjá (2 de fevereiro), onde muitas vezes carregam oferendas para ela em barcos, que então as levam para a água e as jogam ao mar. As festas dos caboclos costumam acontecer no dia 2 de julho, dia que marca a independência da Bahia de Portugal.
Alguns terreiros realizam festas públicas tanto para os orixás quanto para os caboclos, embora alguns as realizem apenas para uma dessas duas categorias de espíritos. As festas públicas para exus são mais raras. O tom do evento difere dependendo de qual categoria de espírito está sendo homenageada; as dos orixás têm estrutura mais fixa e maior formalidade, enquanto as dos caboclos são mais espontâneas e de maior interação entre os espíritos e os participantes humanos. Na nação jeje, o ritual das Águas de Oxalá é realizado no início do ano litúrgico; trata-se de trazer água fresca, às vezes de um poço, para o terreiro para purificar e reabastecer os assamentos.

### Adivinhação
Sacerdotes e sacerdotisas se dedicam à adivinhação, o que muitas vezes se mostra uma importante fonte de renda para eles. A forma mais comum de adivinhação no Brasil é o dilogun ou jogo de búzios, praticado tanto por homens quanto por mulheres. Implica jogar búzios no chão e, em seguida, interpretar as respostas dos lados em que caíram. É comum que 16 projéteis sejam lançados e depois mais quatro para confirmar a resposta fornecida pelo primeiro lançamento. Cada configuração de conchas está associada a certos odu, ou histórias mitológicas. O odu específico é então interpretado como tendo pertinência para a situação do cliente.
Outra prática divinatória comum envolve cortar uma cebola em duas e jogar os pedaços no chão tirando conclusões a partir da face em que eles caem; alternativamente, uma noz-de-cola pode ser cortada em quartos e lida da mesma maneira. Ifá é outro sistema divinatório praticado pelo povo iorubá, especificamente por iniciados masculinos chamados babalaôs; no entanto, no início do século XXI foi caracterizada como extinta, ou muito rara no Brasil.

### Cura
Rituais de cura formam uma parte importante do candomblé. Quando atuam em uma capacidade de cura, os praticantes são frequentemente chamados de curandeiros. Sacerdotes e sacerdotisas podem oferecer cura para uma ampla gama de condições, desde obesidade e queda de cabelo até pneumonia e câncer.

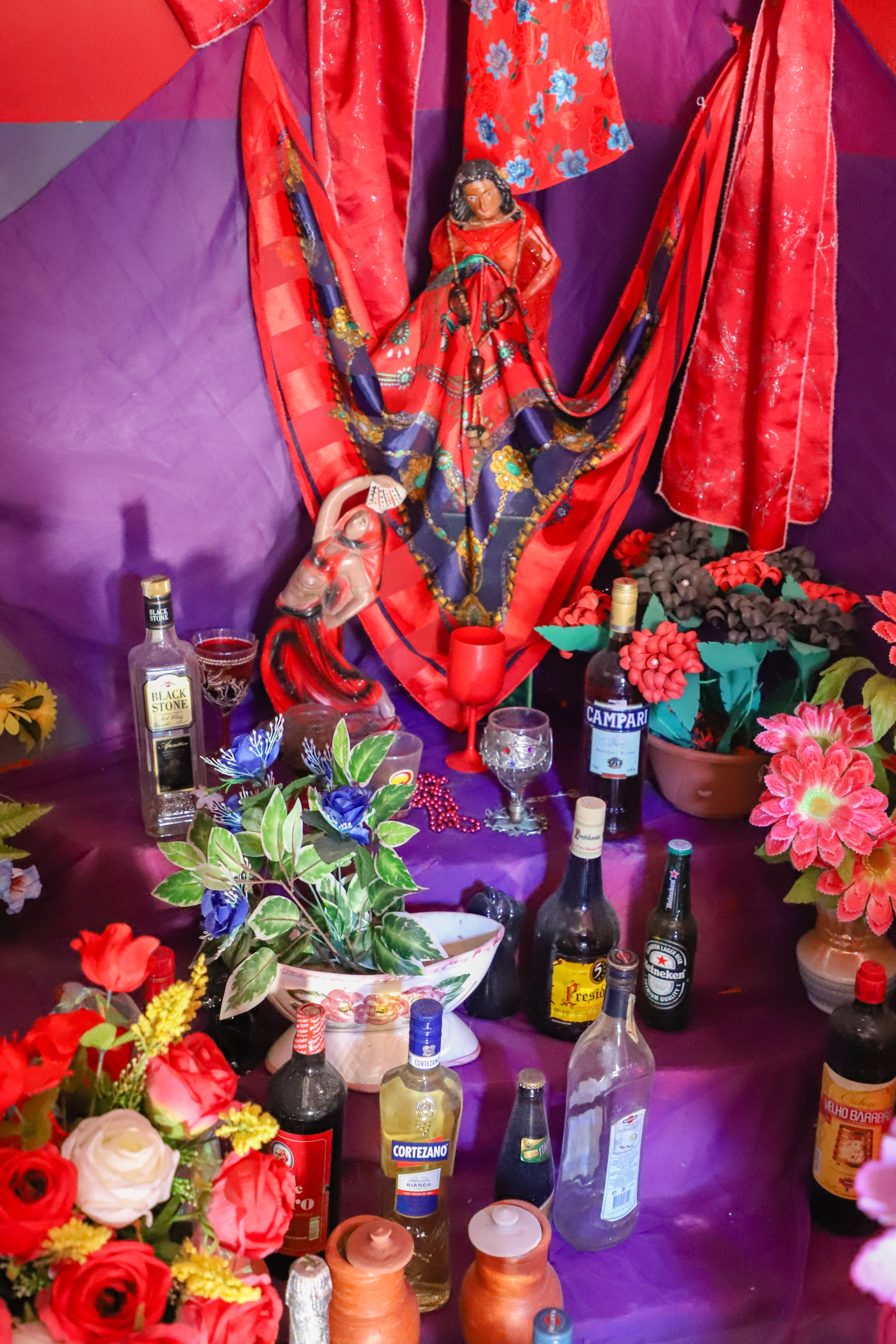
Altar do terreiro de candomblé de Jiribatuba, Vera Cruz, Bahia

O candomblé ensina que muitos problemas pessoais são causados por um desequilíbrio com o mundo espiritual. Assim, a manutenção da saúde pode ser assegurada através do equilíbrio com os orixás, evitando os excessos e seguindo os ensinamentos das histórias mitológicas da religião. Uma pessoa doente é considerada como tendo um corpo "aberto" que é vulnerável a influências nocivas e carece de axé. A religião ensina que as doenças podem ser um castigo dos orixás, ou que um espírito do morto pode se apegar a um indivíduo ou até mesmo possuí-lo, causando danos. Acredita-se também que os humanos podem causar danos aos outros por meios sobrenaturais, seja inadvertidamente, através do mau-olhado, ou através de bruxaria e maldição, que os praticantes procuram combater.
As pessoas frequentemente abordam um sacerdote ou sacerdotisa em busca de um remédio para um problema em sua vida, como uma doença. O sacerdote ou sacerdotisa usará a adivinhação para determinar a causa e o remédio. O primeiro passo no processo de cura é a limpeza. Muitas vezes, isso implica oferecer uma oferenda a um orixá específico ou espírito inferior; um sacudimento (batida de folhas), em que certas folhas são esfregadas no corpo do paciente; ou um abô (banho de folhas), durante o qual são lavadas em água infundida com várias ervas e outros ingredientes. A cura do paciente também pode exigir sua iniciação na religião. Outro tipo de cerimônia é conhecida como bori. Isso envolve colocar comida na cabeça do indivíduo para alimentar o orixá que se acredita residir parcialmente dentro do crânio. Isso pode ser feito para fortalecer a saúde e o bem-estar do indivíduo ou para dar-lhe força adicional antes de um empreendimento importante. Outro é o rito de "limpeza do corpo", destinado a remover um egum que está incomodando um indivíduo. No rito da troca da cobeça, a doença é transferida para outro, especialmente um animal que é morto. O curador também pode recomendar que a pessoa doente procure ajuda de um profissional médico como um médico.
Os curandeiros do candomblé geralmente são bem versados em fitoterapia. Considera-se que as ervas contêm axé que precisa ser adequadamente despertado, mas se colhidas incorretamente podem perder a potência. As folhas usadas devem ser frescas, não secas, e frequentemente colhidas tarde da noite ou no início da manhã para garantir sua potência máxima. Eles são frequentemente compradas em uma das casas de folhas nos mercados, mas se retirados da floresta, deve-se pedir permissão ao orixá supervisor e deixar oferendas, como moedas, mel ou tabaco. Estes podem então ser esfregados diretamente na pessoa doente, ou preparados em um chá ou outra mistura medicinal; os praticantes também podem produzir pó, que pode ter uma variedade de usos, desde curar até ferir ou atrair a atenção romântica de alguém. Historicamente, os terreiros poderiam reter as tradições médicas africanas, onde teriam se hibridizado com as tradições nativas americanas e européias. Um indivíduo conhecedor de folhas é chamado de mâo de ofá.
Como muitos outros brasileiros, o candomblé costuma usar amuletos, às vezes escondidos sob a roupa para evitar atenção indesejada. Exemplos comuns são os chifres ou a figa, um punho com o polegar inserido entre o indicador e o dedo médio. Um patuá consiste em uma pequena bolsa de pano contendo vários objetos, partes de plantas e textos. Ramos de arruda ou laranja-da-terra também podem ser carregados no corpo para proteger contra o mau-olhado. Plantas específicas, associadas a um determinado orixá, muitas vezes são mantidas nas portas para impedir a entrada de forças negativas.

### Funerais e os mortos
Após a morte de um praticante sênior, seus companheiros de terreiro realizarão o axexê, uma série de rituais que transformam o falecido em um espírito ancestral do próprio panteão do terreiro. Isso garante que eles não se tornem um espírito errante potencialmente perigoso. Uma grande variedade de oferendas, incluindo animais sacrificados, são dadas tanto ao morto quanto aos orixás acompanhantes e outros espíritos durante o axexé. Uma missa católica romana também é realizada.

## Demografia
Em 2010, havia um registro de 167.363 praticantes no Brasil. Um relatório do censo de 2010 indicou que cerca de 1,3 por cento da população do Brasil se identificava como seguidores do candomblé. Isso provavelmente reflete apenas o número de iniciados, com um corpo maior de não iniciados às vezes participando de cerimônias ou consultando iniciados para cura e outros serviços. A religião também estabeleceu presença no exterior, inicialmente em outras partes da América do Sul, como Argentina e Uruguai, e a partir da década de 1970 em Portugal. Desde então, o candomblé apareceu em outros lugares da Europa, como Espanha, França, Bélgica, Itália, Alemanha, Áustria e Suíça. No Brasil, o candomblé é um fenômeno predominantemente urbano. É geralmente encontrado entre os pobres, embora existam terreiros cuja composição é em grande parte de classe média ou alta. A adesão à religião é mais diversificada no sul do Brasil, onde há um grande número de seguidores brancos e de classe média. A maioria dos praticantes são mulheres negras e pobres; vários antropólogos observaram um número muito maior de mulheres do que homens nos terreiros que estudaram. As mulheres dominam na nação quetu, embora os homens dominem as nações bantu e jeje. Apesar de suas origens afro-brasileiras, o candomblé atraiu pessoas de outras etnias, como seguidores brancos sem herança brasileira; na década de 1950, passou a ser descrita como uma religião de mulatos e brancos, bem como de negros, enquanto em um país como a Alemanha atrai seguidores brancos sem herança brasileira.

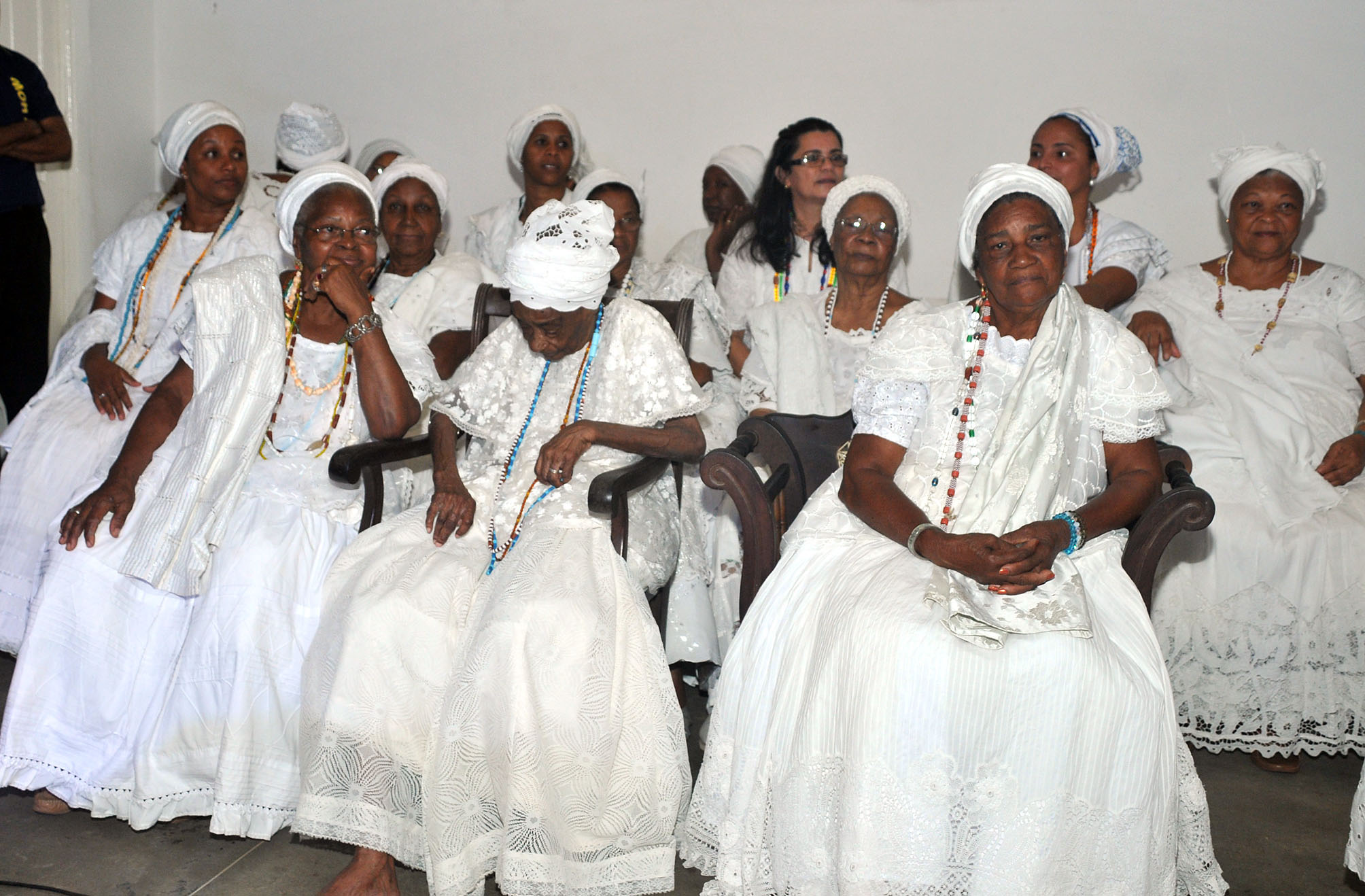
Encontro de praticantes no terreiro de São Gonçalo do Retiro em Salvador em 2010

Também foi alegado que o candomblé oferece uma sensação de empoderamento para pessoas que são socialmente marginalizadas; alguns praticantes citaram sua tolerância à homossexualidade como parte de seu apelo, especialmente em contraste com a condenação típica do cristianismo evangélico à atividade sexual entre pessoas do mesmo sexo. Os praticantes do sexo masculino são muitas vezes estereotipados como sendo gays e têm atraído muitos homossexuais masculinos como praticantes; no Rio de Janeiro, por exemplo, a comunidade gay masculina tem laços de longa data com os terreiros, que muitas vezes são vistos como parte de uma rede social gay. Muitos gays que aderiram citaram que isso oferece uma atmosfera mais acolhedora para eles do que outras tradições religiosas ativas no Brasil. Várias lésbicas também foram identificadas como praticantes, embora a antropóloga Andrea Stevenson Allen argumentasse que elas raramente recebiam o mesmo nível de afirmação da religião que seus colegas gays.
Muitos praticantes do candomblé já possuem um vínculo familiar com a tradição, sendo iniciados seus pais ou outros parentes mais velhos. Outros se convertem ao movimento sem ter qualquer ligação familiar; alguns dos que se convertem ao candomblé já exploraram o pentecostalismo, o espiritismo ou a umbanda; alguns umbandistas sentem que podem ir "mais fundo" no candomblé. Muitos descrevem ter estado doentes ou atormentados pelo infortúnio antes de serem iniciados no candomblé, tendo determinado por meio da adivinhação que suas doenças cessariam se o fizessem. Johnson observou que o Candomblé parece atrair aqueles que se identificam fortemente com uma herança africana; alguns negros na Alemanha foram atraídos por ele porque sentem que é uma religião mais autenticamente africana do que as formas de cristianismo e islamismo agora dominantes em toda a África. Alguns gostam de se sentir parte de uma comunidade.
A "área principal de prática" da religião fica na cidade de Salvador e arredores. Um censo de 1997 da Federação Baiana de Religiões Afro-Brasileiras registrou 1.144 terreiros ativos na cidade. No Brasil, a influência do candomblé é mais difundida na Bahia, e os praticantes do Rio de Janeiro e de São Paulo frequentemente consideram os terreiros baianos como sendo mais autênticos, com fundamentos mais profundos. É "mais praticada" na capital baiana, local que os praticantes às vezes consideram uma cidade sagrada. Vários milhares de terreiros existem em Salvador, resultando em ser chamada de "Roma Negra". Na Bahia, é a nação nagô que tem o maior número de casas e praticantes.
Embora as linhagens sejam independentes, os praticantes formaram organizações guarda-chuva, chamadas "federações", na maioria dos estados brasileiros. Estes representam os profissionais em suas relações com o governo e a sociedade em geral. Eles também criaram uma organização nacional, a Conferência da Tradição e Cultura dos Orixás (CONTOC), através da qual representam seus interesses.

## História
O candomblé formou-se no início do século XIX. Embora as religiões africanas estivessem presentes no Brasil desde o início do século XVI, Johnson observou que o candomblé, enquanto "liturgia organizada e estruturada e uma comunidade de prática chamada candomblé", só surgiu mais tarde.

### Origens
O candomblé se originou entre africanos escravizados transplantados para o Brasil durante o comércio atlântico de escravos. A escravidão era disseminada na África Ocidental; a maioria dos escravos eram prisioneiros de guerra capturados em conflitos com grupos vizinhos, embora alguns fossem criminosos condenados ou endividados. Os escravos africanos chegaram ao Brasil pela primeira vez na década de 1530 e estavam presentes na Bahia na década de 1550. Ao longo do comércio, cerca de quatro milhões de africanos foram transportados para o Brasil, uma área que recebeu mais africanos escravizados do que qualquer outra parte das Américas. Dentro do próprio Brasil, esses africanos estavam mais concentrados na Bahia.
No século XVI, a maioria dos escravizados vinha da costa da Guiné, mas no século XVII as populações de Angola e Congo tornaram-se dominantes. Então, entre 1775 e 1850, a maioria dos escravos eram iorubás e daomeanos, vindos do Golfo de Benim, principalmente no que hoje é Benim e Nigéria. Sacerdotes do Império de Oió provavelmente estavam entre os escravizados quando este último foi atacado pelos grupos fulas e fons. Como a última onda de escravos, esses povos iorubás e daomeanos tornaram-se numericamente dominantes entre os afro-brasileiros, resultando em sua cosmologia tradicional tornando-se ascendente sobre as comunidades estabelecidas há mais tempo. Ao serem trazidos para o Brasil, esses escravos foram divididos em "nações", principalmente em seu porto de embarque, e não em suas identidades etoculturais originais. Este processo significou que os africanos de diferentes origens culturais, regiões e religiões foram reunidos sob um termo unificador como "Nagô", o último usado para aqueles exportados da Baía de Benim.
Os transportes fundiram divindades veneradas em diferentes regiões da África como parte do mesmo panteão. Enquanto na África, as pessoas geralmente veneravam divindades associadas com sua região específica, esses compromissos foram quebrados pela escravidão e transporte. Dos milhares de orixás venerados na África Ocidental, este foi reduzido a um panteão muito menor no Brasil. Quais divindades continuaram a ser veneradas provavelmente dependiam de sua relevância continuada no novo contexto brasileiro. Os orixás associados à agricultura foram abandonados, provavelmente porque os escravos tinham poucos motivos para proteger as colheitas dos senhores de escravos. Por volta do século XVIII, relatos de rituais de origem africana realizados no Brasil eram comuns, momento em que eram referidos genericamente como calundu, um termo de origem bantu. Acredita-se que um ritual dos séculos XVII e XVIII que incorporava percussão e possessão espiritual, conhecido como calundu, seja uma influência dos trabalhos musicais do candomblé.
A natureza católica romana da sociedade colonial brasileira, que permitia o culto aos santos, pode ter permitido uma margem maior para a sobrevivência das religiões africanas tradicionais do que as disponíveis nas áreas de domínio protestante das Américas. Muitos dos escravos aprenderam a classificar seus orixás em relação aos santos católicos romanos e ao calendário dos dias santos. Não há evidências de que os escravos simplesmente usassem o culto aos santos para esconder o culto aos orixás, mas sim que os devotos entendiam os dois panteões como compreendendo figuras semelhantes com habilidades semelhantes para resolver certos problemas. Algumas figuras eclesiásticas da Igreja Católica Romana viram a sincretização como um passo positivo no processo de conversão dos africanos ao cristianismo. O ensino cristão fornecido aos africanos escravizados era muitas vezes rudimentar. Entre os proprietários de escravos, havia também a crença de que permitir que os escravos continuassem com suas religiões tradicionais permitiria que velhas inimizades entre diferentes comunidades africanas persistissem, tornando menos provável que os escravos se unissem e se voltassem contra os proprietários de escravos. Também se pensava que permitir que os escravos participassem de seus costumes tradicionais gastaria energias que, de outra forma, poderiam ser direcionadas para a rebelião. No entanto, como foram tomadas medidas para converter as populações africanas ao cristianismo no Brasil, muitos africanos foram convertidos antes de serem trazidos para as Américas. No Brasil, os africanos escravizados e seus descendentes também foram expostos a práticas de magia cerimonial da Península Ibérica.

### Século XIX
Depois que os africanos escravizados lideraram com sucesso a Revolução Haitiana, havia temores crescentes sobre revoltas de escravos semelhantes no Brasil. As décadas de 1820 e 1830 viram o aumento da repressão policial às religiões de origem africana no Brasil. Leis introduzidas em 1822 permitiram que a polícia fechasse os batuques, ou cerimônias musicais entre a população africana. Foi nessa época que foi fundado o terreiro do Engenho Velho; foi desse grupo que descenderam a maioria dos terreiros nagô. Vários registros indicam que crioulos e brancos às vezes também participavam dos ritos que a polícia estava reprimindo.
Em 1822, o Brasil declarou-se independente de Portugal. Sob pressão britânica, o governo brasileiro aprovou a Lei Eusébio de Queirós de 1850 que aboliu o comércio de escravos, embora não abolisse a escravidão em si. Em 1885, todos os escravos com mais de 60 anos foram declarados livres (Lei dos Sexagenários) e em 1888 a escravidão foi totalmente abolida (Lei Áurea). Embora agora livres, a vida dos ex-escravos do Brasil raramente melhorou. Vários iorubás emancipados começaram a negociar entre o Brasil e a África Ocidental e um papel significativo na criação do candomblé foram vários homens livres africanos que eram ricos e enviaram seus filhos para serem educados em Lagos. Os primeiros terreiros se formaram na Bahia do início do século XIX. Um dos terreiros mais antigos foi o Ilê Axé Iyá Nassô Oká em Salvador, fundado por Marcelina da Silva, uma africana liberta; provavelmente estava ativo na década de 1830.
A primeira constituição republicana do Brasil foi produzida em 1891; com base nas constituições da França e dos Estados Unidos, consagrou a liberdade de religião. No entanto, as tradições religiosas afro-brasileiras continuaram a enfrentar questões legais; o Código Penal de 1890 incluía proibições ao espiritismo, à magia, aos talismãs e a muitos fitoterápicos, impactando o candomblé. As autoridades continuaram fechando os terreiros, alegando que eram uma ameaça à saúde pública. No final do século XIX, os primeiros terreiros foram abertos no Rio de Janeiro, uma cidade que experimentava uma rápida expansão de sua população. Neste período, muitos brasileiros brancos de classe alta procurarem o candomblé.

### Séculos XX e XXI

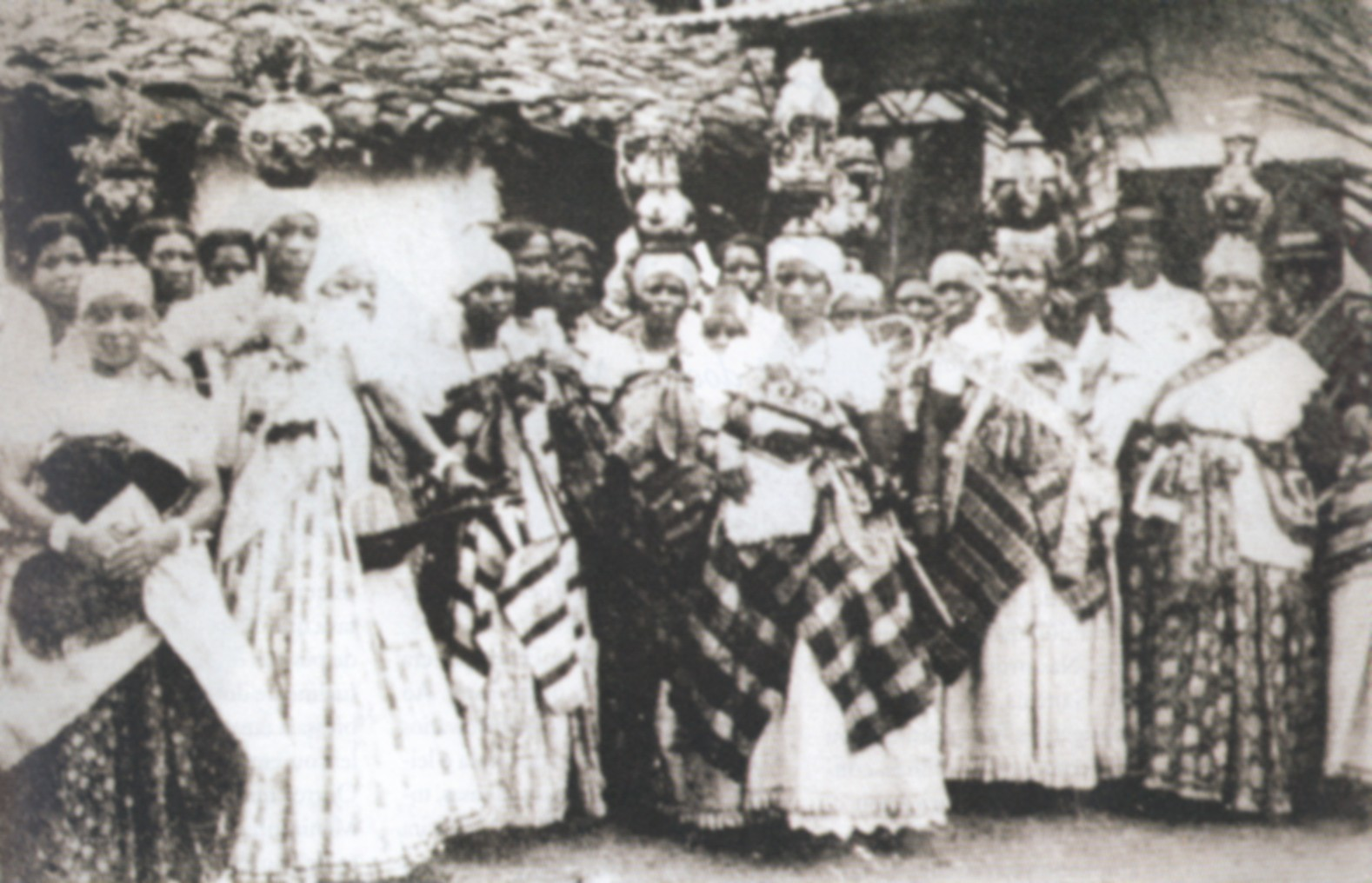
Um grupo de praticantes fotografado em 1902

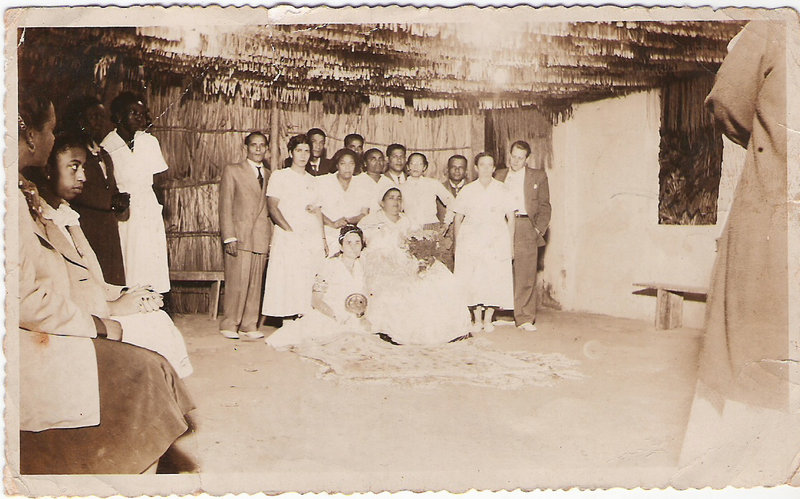
Foto de um terreiro de candomblé de angola na Bahia, na década de 1940

O candomblé tornou-se cada vez mais público na década de 1930, em parte porque os brasileiros foram cada vez mais encorajados a se perceberem como parte de uma sociedade multirracial e mista em meio ao projeto do Estado Novo do presidente Getúlio Vargas, aprovou o Decreto-Lei presidencial 1.202, que reconhecia a legitimidade dos terreiros e permitia seu exercício. O Código Penal de 1940 deu proteções adicionais a alguns terreiros.
Em 1940, Johnson argumenta, o candomblé em sua forma contemporânea era discernível. Na década de 1930 houve uma proliferação de estudos acadêmicos sobre o candomblé por estudiosos como Raimundo Nina Rodrigues, Edison Carneiro e Ruth Landes, com estudos do século XX focando principalmente na tradição nagô. A crescente literatura, tanto erudita quanto popular, ajudou a documentar o candomblé, mas também contribuiu para sua maior padronização. A religião se espalhou para novas áreas do Brasil durante o século XX. Em São Paulo, por exemplo, praticamente não havia terreiros de candomblé até a década de 1960, refletindo a pequeníssima população afro-brasileira ali existente, embora esta crescesse rapidamente, a ponto de haver cerca de 2,5 mil terreiros na cidade no final da década de 1980 e mais 4 mil no final da década de 1990. Alguns praticantes tornaram-se cada vez mais conhecidos; a sacerdotisa Mãe Menininha do Gantois era muitas vezes vista como um símbolo do Brasil. Ela havia feito esforços para melhorar a imagem de seu terreiro, estabelecendo uma diretoria administrativa para facilitar as relações públicas em 1926. Ao longo do século XX, diversas organizações surgiram para representar os terreiros, com destaque para a Federação Baiana dos Cultos Afro-brasileiros, o Instituto Nacional e Órgão Supremo Sacerdotal da Cultura e Tradição Afro-brasileira e a Conferência da Tradição e Cultura dos Orixás.
No final do século XX, o candomblé era cada vez mais respeitado no Brasil. Isso foi parcialmente alimentado por afro-brasileiros bem-educados abraçando sua herança cultural anteriormente estigmatizada e pelo número crescente de iniciados intelectuais e brancos. No início do século XXI, a literatura turística cada vez mais retratava o candomblé como parte intrínseca da cultura brasileira, especialmente em Salvador. As referências às crenças da religião tornaram-se mais evidentes na sociedade brasileira; a companhia aérea Varig, por exemplo, usou o slogan "Voe com Axé". Quando a Internet surgiu, vários terreiros criaram seus próprios sites, enquanto as filmagens de seus rituais foram distribuídas através do YouTube.
Nas últimas décadas do século XX, alguns praticantes procuraram remover os aspectos influenciados pelo catolicismo romano da religião para devolvê-la às suas raízes na África Ocidental. Em 1983, a proeminente sacerdotisa Mãe Stella de Oxóssi, por exemplo, pediu aos adeptos que renunciassem a todos os santos católicos romanos e transformassem o candomblé em uma tradição mais puramente africana. Muitos dos que enfatizavam essa perspectiva afrocêntrica eram praticantes brancos de classe média, que reenfatizaram a África como uma nova fonte de autoridade porque tinham pouca posição com o estabelecimento predominantemente afro-brasileiro do candomblé baiano. Muitos terreiros se distinguiram dessa abordagem, argumentando que abandonar os elementos católicos romanos seria abandonar uma parte importante de sua ancestralidade religiosa. Na década de 2000 também houve uma crescente oposição dos protestantes evangélicos, incluindo um aumento de ataques físicos a praticantes e terreiros; Os praticantes do candomblé responderam com marchas contra a intolerância religiosa a partir de 2004, com a primeira marcha nacional ocorrendo em Salvador em 2009. Em 1º de janeiro de 2023, o presidente Luiz Inácio Lula da Silva assinou uma lei estabelecendo 21 de março como o Dia Nacional das Tradições de Raízes Africanas e Nações do Candomblé. Foi definido para coincidir com o Dia Internacional contra a Discriminação Racial.

## Legado

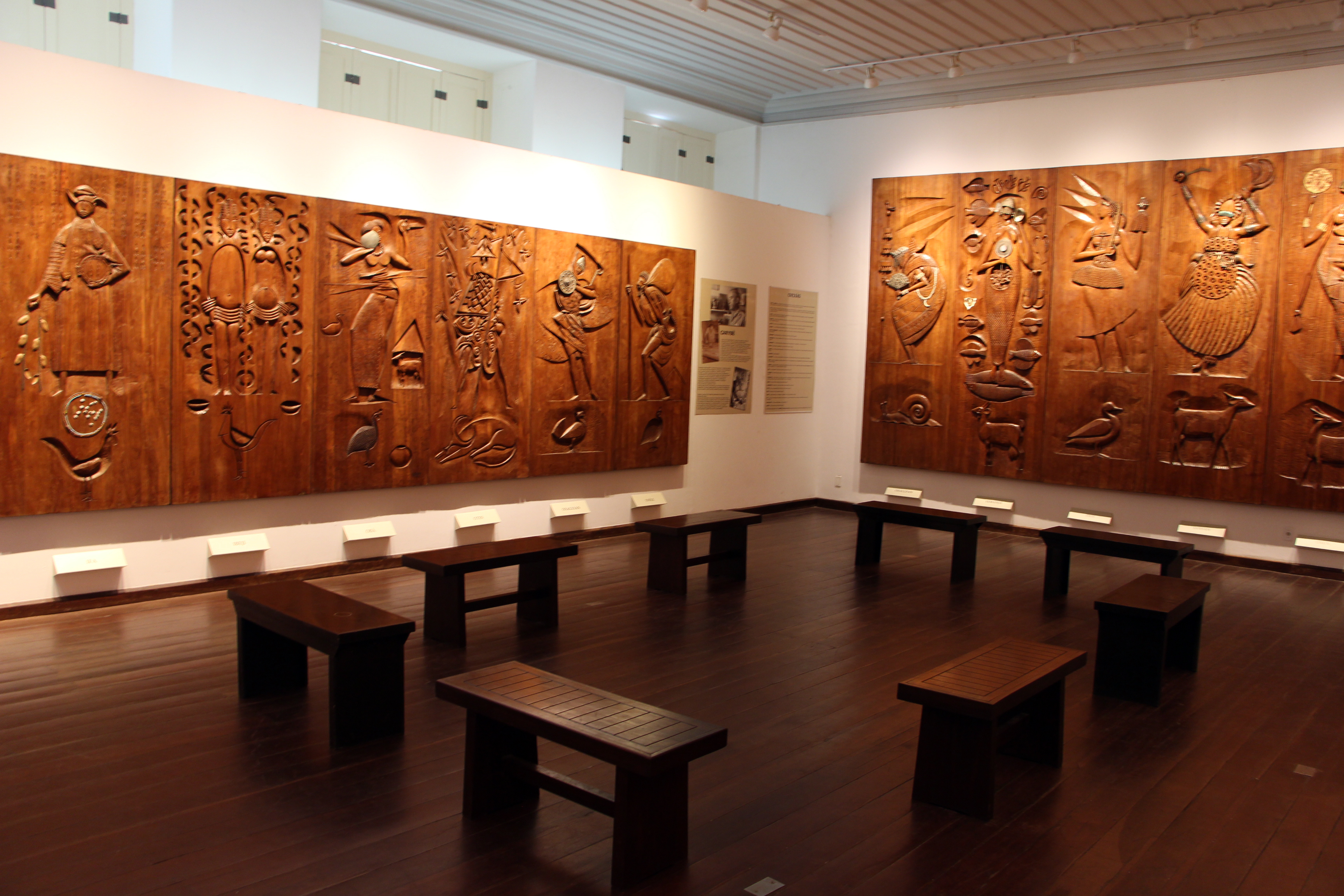
Objetos pertencentes ao candomblé em exposição no Museu Afro-Brasileiro, em Salvador

Desde a década de 1960, o candomblé apareceu em vários filmes, como O Pagador de Promessas (1962) e O Amuleto de Ogum (1974), além de documentários como Iaô (1974), de Geraldo Sarno. O romancista brasileiro Jorge Amado faz repetidas referências ao candomblé ao longo de sua obra. Na década de 1980, a escritora estadunidense Toni Morrison visitou o Brasil para conhecer mais sobre o candomblé. Posteriormente, ela combinou ideias do candomblé com as do gnosticismo em sua descrição da religião praticada pelo "Convento", uma comunidade exclusivamente feminina em seu romance de 1991, Paraíso. Temas da religião também foram incluídos na obra do cineasta brasileiro Glauber Rocha. Referências à religião também apareceram na música popular brasileira. Por exemplo, a canção "Oração à Mãe Menininha" de Maria Bethânia e Gal Costa entrou nas paradas do país.
O candomblé tem sido descrito como uma religião muito caluniada. Os praticantes muitas vezes encontraram intolerância e discriminação religiosa; os terreiros às vezes foram atacados fisicamente. Visões hostis mais extremas sobre o candomblé o consideram uma adoração ao diabo, enquanto visões críticas mais brandas o veem como uma superstição que atrai os simplórios e desesperados. Os católicos romanos do Brasil têm opiniões divergentes sobre o candomblé, com alguns expressando tolerância e outros expressando hostilidade à presença de praticantes de candomblé na missa. Grupos evangélicos e pentecostais se apresentam como inimigos declarados do candomblé, considerando-o diabólico e visando-o como parte de sua "guerra espiritual" contra Satanás. Aqueles que denigrem o candomblé frequentemente se referem a ele com o termo "macumba", normalmente usado para feitiçaria prejudicial. Líderes de terreiros são muitas vezes estereotipados como gananciosos e coniventes. Os praticantes do candomblé às vezes abandonam a religião por formas de cristianismo; em certos casos, retornam posteriormente ao candomblé.

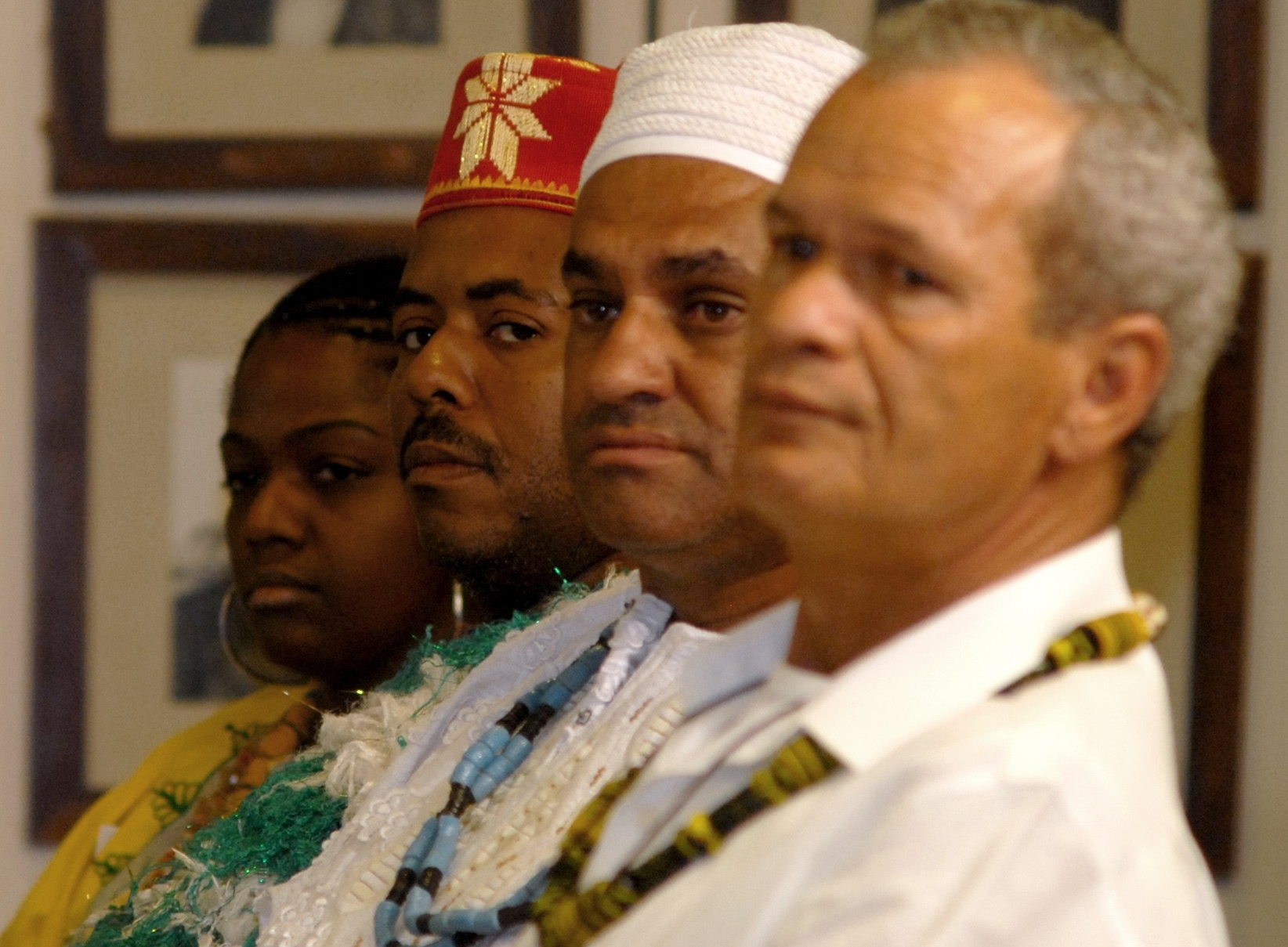
Líderes religiosos do camdomblé durante cerimônia de criação do Dia Nacional de Combate à Intolerância Religiosa em Brasília

Johnson observou que muitos acadêmicos que estudaram o candomblé têm procurado retratá-lo da melhor maneira possível, de modo a combater os estereótipos racistas e primitivistas sobre os afro-brasileiros. Os estudos acadêmicos, por sua vez, influenciaram a maneira como a religião é praticada, ajudando a estabelecer a "prática correta" entre grupos divergentes. Muitos terreiros possuem cópias de estudos acadêmicos de candomblé de estudiosos como Pierre Verger, Roger Bastide e Juana Elbein dos Santos. Vários praticantes possuem livros sobre candomblé e outras religiões afro-americanas, inclusive escritos em línguas que não podem compreender, como forma de apresentar uma imagem de autoridade.
Embora os objetos associados ao candomblé fossem inicialmente encontrados apenas em museus da polícia, ressaltando assim a associação estereotipada entre religião e criminalidade, à medida que ganhou maior aceitação do público, tais objetos acabaram sendo apresentados em museus dedicados ao folclore e à cultura afro-brasileira. A partir da década de 1990, os praticantes começaram a estabelecer suas próprias exposições museológicas em seus terreiros. Por exemplo, o quarto da famosa sacerdotisa Mãe Menininha do Gantois, localizado dentro de seu terreiro na Bahia, foi convertido em memorial em 1992 e então reconhecido formalmente como patrimônio em 2002. Os praticantes do candomblé também pressionaram outros museus para mudar a forma como estes exibem itens associados à religião. Por exemplo, os praticantes convocaram com sucesso o Museu da Cidade em Salvador para remover algumas pedras de otá de exibição pública, argumentando que de acordo com os regulamentos da religião tais itens nunca deveriam ser visíveis ao público.